# Notre-Dame-du-Lac (Le Thor)
Die Pfarrkirche Notre-Dame-du-Lac liegt zentral in der Stadt Le Thor im Westen des Départements Vaucluse in der Region Provence-Alpes-Côte d’Azur, fünf Kilometer westlich von L’Isle-sur-la-Sorgue und etwa 20 Kilometer östlich von Avignon. Sie gilt als eines der schönsten Beispiele romanischer Baukunst der Provence und als von der Antike inspiriert.

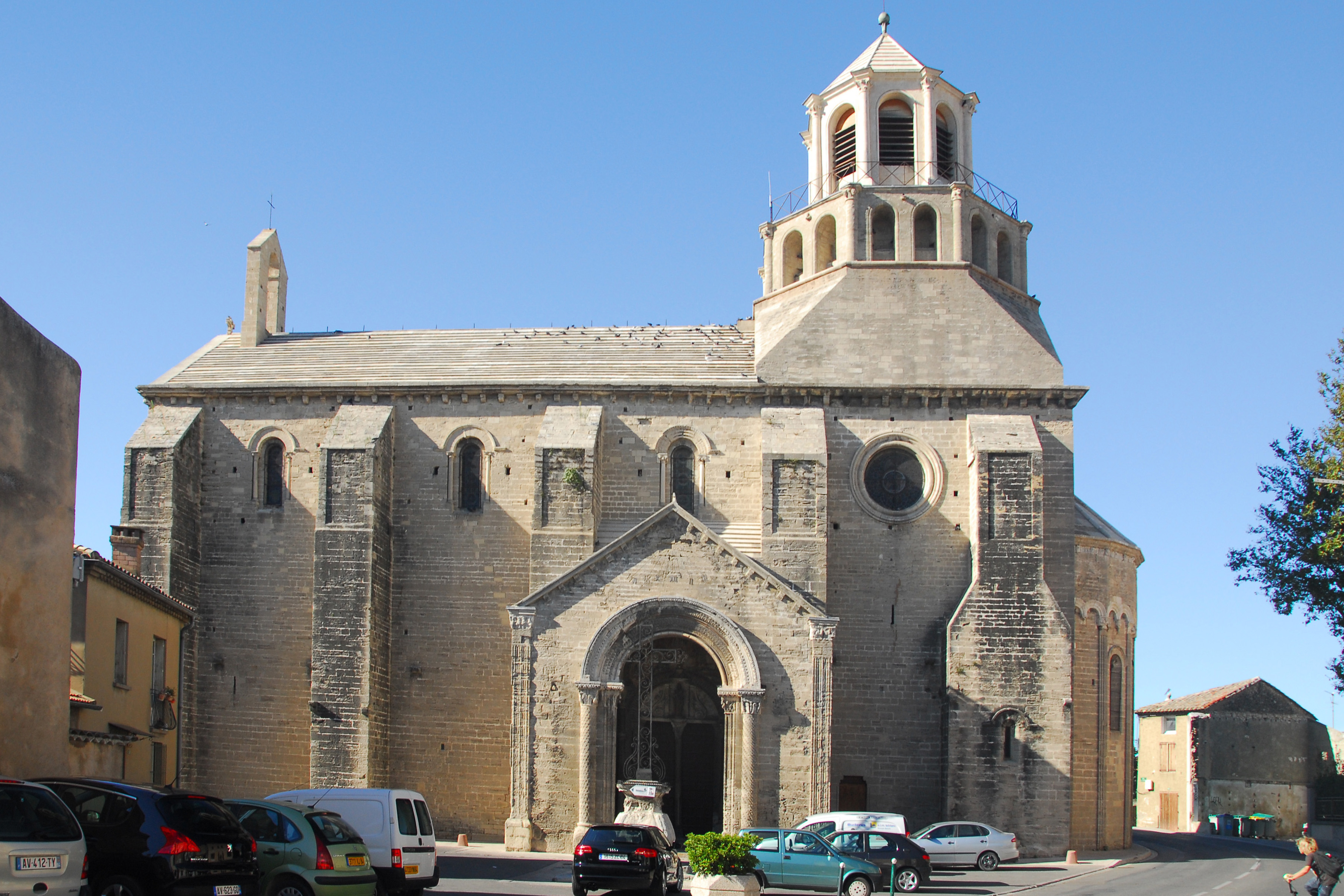
Südansicht vom Place de l’Église

## Geschichte
Die Errichtung der romanischen Kirche wird auf das späte 12. Jahrhundert datiert. Das gotische Kreuzrippengewölbe des Kirchenschiffs wurde vermutlich statt eines ursprünglich geplanten Tonnengewölbes errichtet.
Aufgrund finanzieller Probleme während der Bauzeit hat man auf die Errichtung eines Glockenturms zunächst verzichtet. Der heutige verhältnismäßig kleine Glockenturm über der Vierung entstand einige Jahrhunderte später.
Notre-Dame-du-Lac stand im Mittelalter unter der Obhut der Abtei Saint-André in Villeneuve-lez-Avignon.
Im Jahr 1840 wurde die Kirche in die Liste der historischen Denkmäler eingetragen.

## Bauwerk

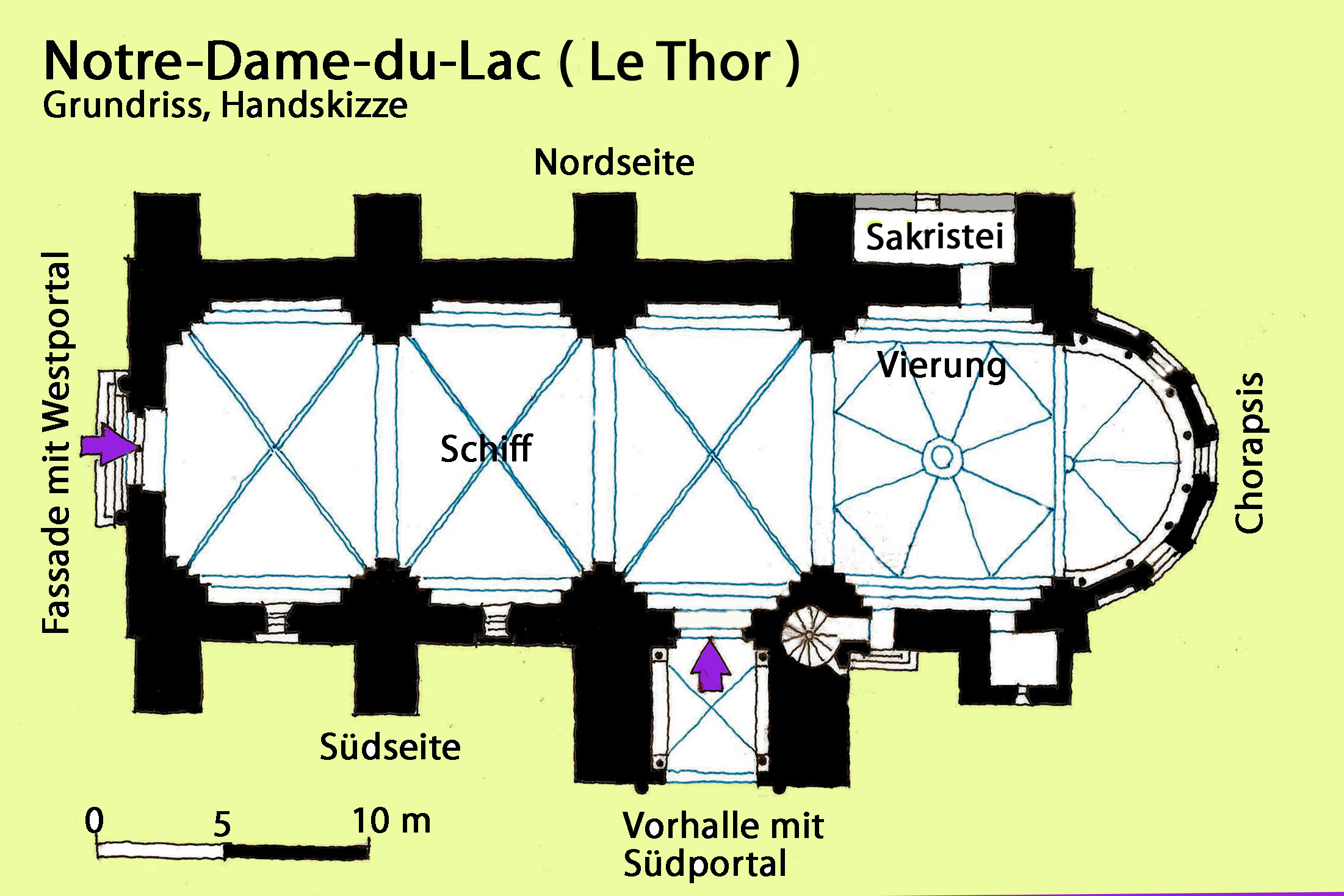
Grundriss, Handskizze

Abmessungen ohne Strebepfeiler: aus Grundriss entnommen und hochgerechnet
- Länge über alles: 39,25 m, Länge Innenraum: 37,25 m
- Schiffbreite außen: 14,00 m, Schiffbreite innen: 11,00 m
- Chorbreite außen: 10,65 m

### Äußere Erscheinung

#### Ähnlichkeiten
Notre-Dame-du-Lac soll Ähnlichkeiten aufweisen mit der Kirche St-Restitut (Saint-Restitut), dem Priorat in der Nähe von Val des Nymphes La Garde-Adhemar, der Kathedrale von Notre-Dame-des-Doms in Avignon, der Kapelle von St. Quenin in Vaison la Romaine und der Kapelle Notre-Dame d’Aubune in Beaumes-de-Venise.

#### Lage
Das gewaltig wirkende Gebäude riegelt in Ost-West-Richtung den weitläufigen Place de l’Église ab, dem es seine ganze Südseite präsentiert. Auf der Nordseite breitet sich der Fluss Sorgue seenartig um eine Insel herum aus, was offensichtlich zum Namensbestandteil „du-Lac“ geführt hat (siehe Luftbild unter Weblinks). Ansonsten ist hier in der näheren Umgebung kein See bekannt, der zum Beinamen „du Lac“ hätte beitragen können.

#### Gliederung
Die Kirche ist einschiffig und in drei gleich breite Joche und eine etwas breitere Vierung aufgeteilt, an die sich die Chorapsis anschließt. Die Teilung in Joche und Vierung erfolgt außen auf jeder Seite durch fünf ungewöhnlich kräftige, scharfkantige Strebepfeiler.

#### Dach
Das Schiff wird im Joch eins bis drei von einem knapp 30 Grad geneigten Satteldach überdeckt, das mit grauen Steinplatten in durchgehenden Schichten eingedeckt ist. Die unteren Platten kragen leicht über das mächtige, mehrfach profilierte Traufgesims aus, das seinerseits weit auskragt und von aufgereihten kräftigen Kragsteinen unterstützt wird, deren Sichtkanten ausgerundet sind. Diese Traufausbildung reicht über die Vierung hinweg. Sie wird an den Gebäudeenden ein kurzes Stück waagerecht um die Ecke herumgeführt. Die schrägen Ortgänge der Westfassade sind ähnlich den Traufen ausgebildet.

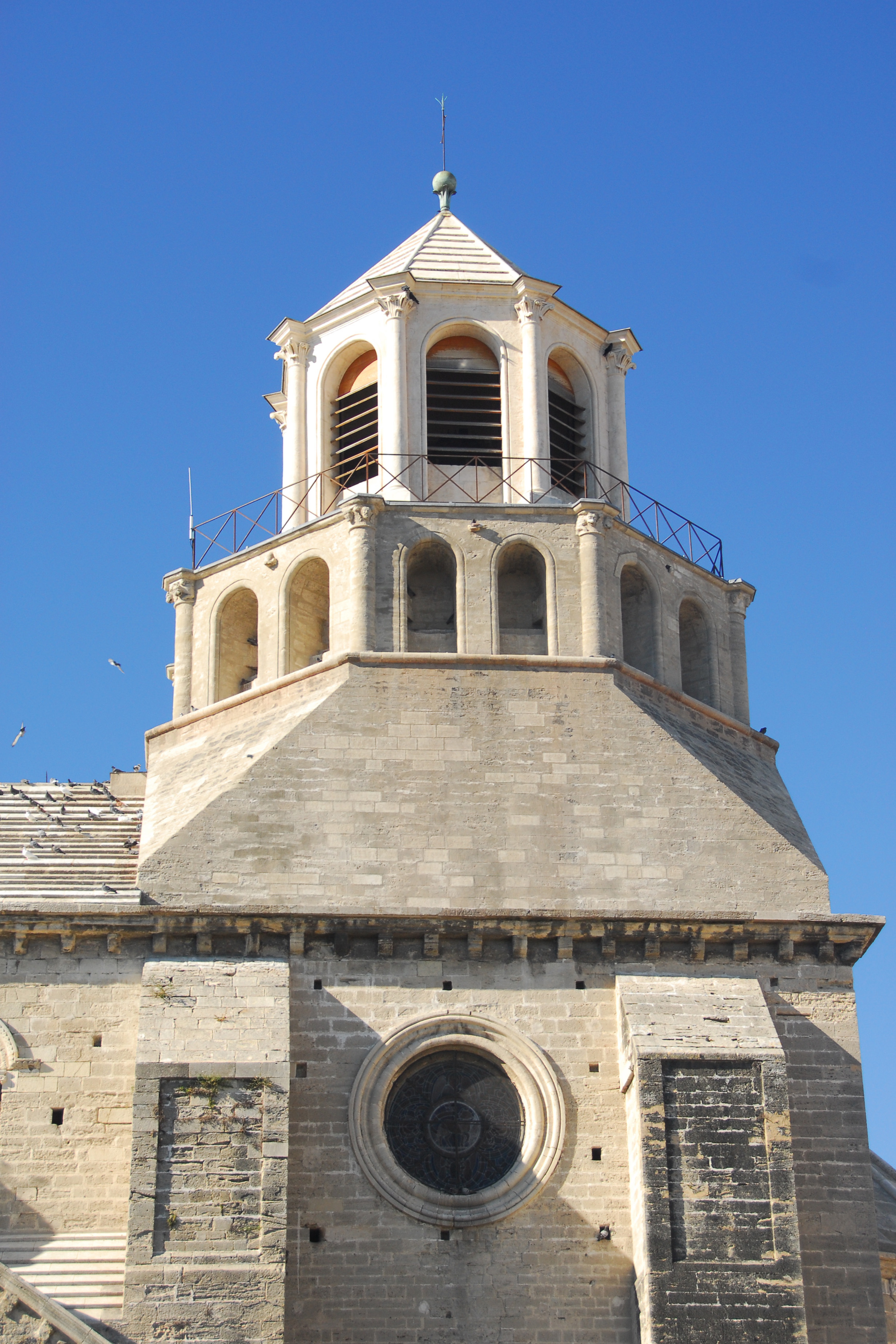
Vierung mit Glockenturm

#### Glockenturm
Über der nahezu quadratischen Vierung erhebt sich der erst in späteren Jahrhunderten entstandene oktogonale Glockenturm. Auf den Außenwänden der Vierung stehen mit diesen oberflächenbündig die vier senkrechten Wände, in Form symmetrischer Trapeze, des allseits geschlossenen achteckigen Turmsockels. Die Ostwand des Sockels geht ohne Zäsur aus der Ostwand der Kirche hervor. Die schrägen Trapezkanten werden untereinander mit dreieckigen Mauerwerksflächen verbunden. Der Sockel wird oberseitig mit einem umlaufenden Kragprofil abgeschlossen.
Über dem Sockel erheben sich zwei oktogonale allseits durchfensterte Turmgeschosse. Das untere ist nur geringfügig kleiner als der Sockel und erscheint dadurch sehr breit und niedrig. Auf seinen Kanten stehen dreiviertelrunde Säulen, die von mit Masken skulptierten Kapitellen vermutlich auch mit profilierten Basen ausgerüstet sind. Diese werden überdeckt von einem ausgerundeten Kämpferprofil, das um den ganzen Turm herumgeführt worden ist. In jeder der acht Seiten sind je zwei schlanke rundbogige Öffnungen ausgespart, deren Kanten in Rundprofile aufgelöst sind. Zwischen den Öffnungsbögen ist je ein kleiner skulptierter Wasserspeier angeordnet. Wesentlich weiter tritt allseits das zweite und letzte Turmgeschoss gegenüber dem darunter zurück. Auch hier sind die Kanten wieder mit Säulen bestückt, die aber mit floral skulptierten Kapitellen und kantigen Sockeln ausgestattet sind. Darüber liegen weit ausladende und vielfach profilierte Kämpfer, die wieder ganz um den Turm herumgeführt worden sind und hier als Traufgesims dienen. In jeder der acht Seiten ist eine rundbogige weniger schlanke Klangarkade eingelassen, deren Kanten in schlankeren Rundprofilen aufgelöst sind. Sie sind vor allem durch die waagerechten Klanglamellen als solche zu erkennen. Über dem Traufgesims wird der Turm von einem steilen Helm in Form einer achteckigen Pyramide bekrönt, deren Kanten von schlanken Rundstäben markiert sind. Den First krönte eine wohl metallische Kugel auf einem sich blütenartig nach oben öffnenden Stängel. Auf der Kugel steht ein schlichtes Metallkreuz.

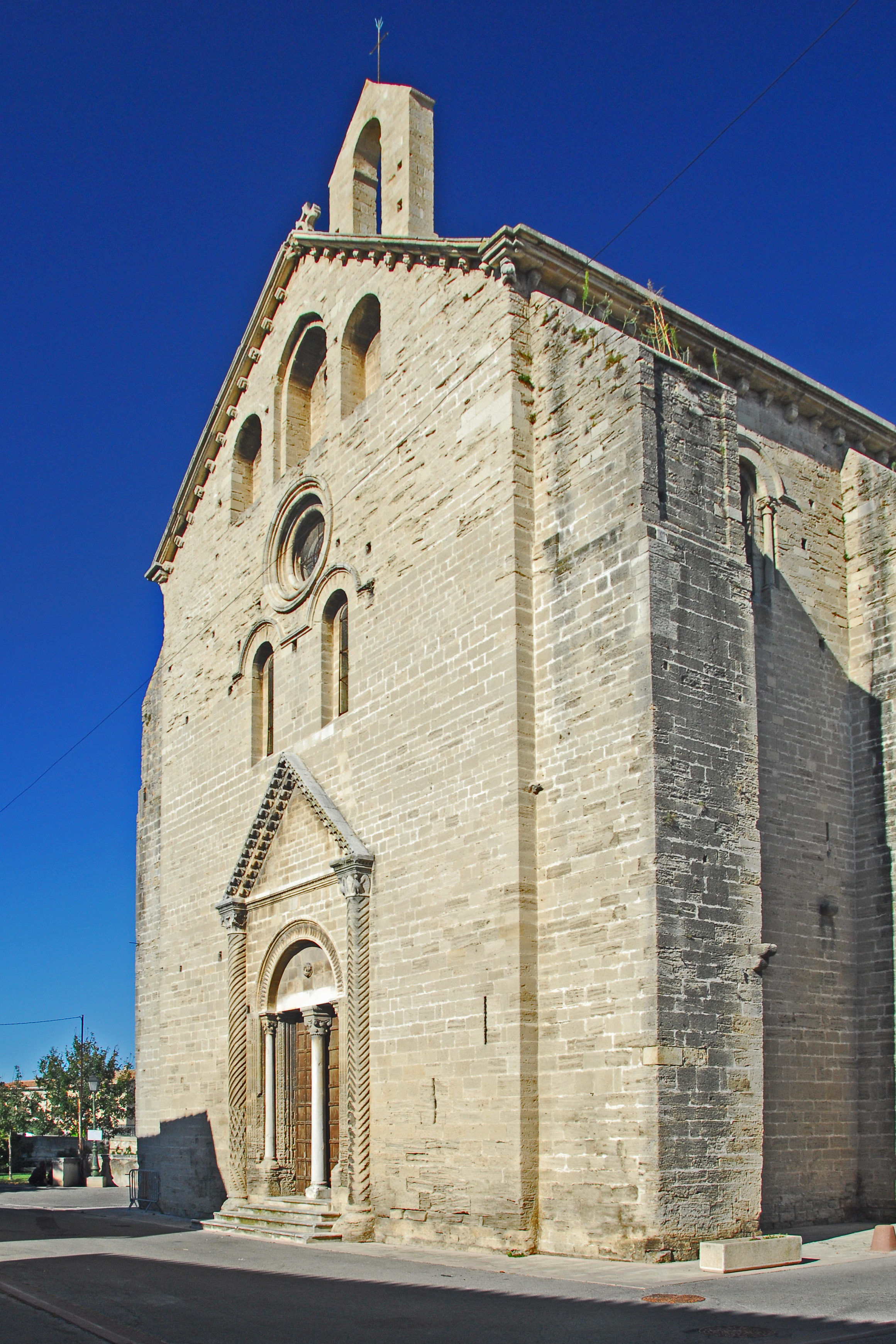
Fassade von Südwest

#### Fassade
Die hoch aufragende Fassade zeigt die äußeren Dimensionen des Kirchenschiffs. Das Mauerwerk dieser Giebelwand reicht vom Bodenniveau ohne jede Zäsur bis unter die schrägen Ortgänge des Satteldachs. Sie wird flankiert von je einem der bereits oben erwähnten Strebepfeiler, der gegenüber der Fassadenkante leicht zurückweicht.
In der Fassadenmitte öffnet sich vier Stufen über dem Bodenniveau das große rechteckige Westportal mit einer zweiflügeligen Tür. Es wird umschlossen von einer Archivolte, die allseitig in Wandrückversätze eingelassen ist. Diese besteht seitlich aus sehr schlanken leicht nach oben konisch zulaufenden weißen Säulen, die mit floral skulptierten Kapitellen, hohen profilierten Kämpfern und Basen ausgestattet sind. Die sehr hohen scharfkantigen Sockel unter den Basen deuten auf eine Wiederverwendung der Säulen hin. Hinter den Säulen treten seitlich in die Türöffnung Wandstreifen hervor deren schmale Sichtseiten mit pflanzlichen Ornamenten dekoriert und deren Laibungsseite mit senkrechten Rillen profiliert sind. Das Kämpferprofil über den Kapitellen setzt sich auch darüber fort. In der Mitte der Türöffnung wurde eine weitere weiße Säule freistehend und ebenso zurücktretend installiert, deutlich dicker und länger als die seitlichen aber ähnlich ausgerüstet. Das Kapitel weist pflanzliche Skulptur auf, wie auch die von Masken. Auf den Kämpfern der Türlaibungen und der Mittelsäule liegt ein ebenfalls weißer und relativ schmaler Sturzbalken auf. Dieser trägt oberflächenbündig ein glatt gemauertes halbrundes Bogenfeld. Das wird wandbündig vortretend vom Archivoltenbogen überfangen, der auf beiden Seiten auf den Kämpfern der seitlichen Kapitelle aufsteht. Seine Außenseite ist mit einem kleinen länglichen floralen Motiv, das sich in kurzen Abständen wiederholt, strahlenförmig dekoriert. Dieser Schmuckstreifen wird beidseitig von schlanken Profilen begleitet.
Die Archivolte des Portals wird zunächst oberflächenbündig mit der Fassade flankiert von einem gut einen halben Meter breiten Wandstreifen der mit unterschiedlich langen senkrechten Kanneluren verziert ist. Diese stehen auf Sockeln in Höhe derjenigen unter den seitlichen Säulen und enden auf Oberkante Kämpfer. Unmittelbar neben ihnen stehen halbrunde Säulen, mit deutlich größer dimensionierten Durchmessern. Sie reichen vom Bodenniveau mit ihren Kämpfern bis deutlich über den Bogenscheitel der Archivolte. Sie sind mit skulptierten Kapitellen, profilierten Kämpfern und Basen auf Plinthen ausgestattet. Das linke Kapitell zeigt pflanzlichen Dekor, das rechte figuralen Dekor mit Adlern, die ihre Flügel ausgebreitet halten. Die Säulenschäfte sind mit kräftigen Kanneluren dekoriert. Bei der linken Säule drehen diese sich in den oberen zwei Drittel spiralförmig um den Schaft, darunter kreuzen sie sich untereinander. Bei der rechten Säule verlaufen die Kanneluren zick-zack-förmig um den Schaft. Die Kämpferprofile der Säulen sind untereinander mit einem fast gleichen Gesimsprofil verbunden. Auf den Säulenkämpfern steht ein Gebilde in Form von Ortgängen eines Satteldachs, mit knapp über 30 Grad Neigung. Die Formgebung der sich in kurzen Abständen wiederholenden tiefgründigen Motive ist kompliziert, etwa vergleichbar den Hobelspankragsteinen. Kurze Rollenprofilstücke werden von gleich breiten Pflanzenfächern unterstützt und auf Abstand gehalten und das in zwei Reihen. Jede dieser Reihen wird begleitet von einem schmalen Band mit rechteckigen Vertiefungen und dreieckigem Querschnitt. Außenseitig sind die „Ortgänge“ plan abgeschlossen.
Inmitten des Bogenfeldes der Archivolte gibt es ein besonderes Motiv. Dargestellt ist eine zum Betrachter geöffnete rechte Hand, die Zeige- und Mittelfinger wie zum Schwur oder zum Segensgestus Christi nach oben ausgestreckt hält. Die Hand ist umgeben von einem dekorierten kreisförmigen Band, das von einer Blattrosette eingerahmt wird.

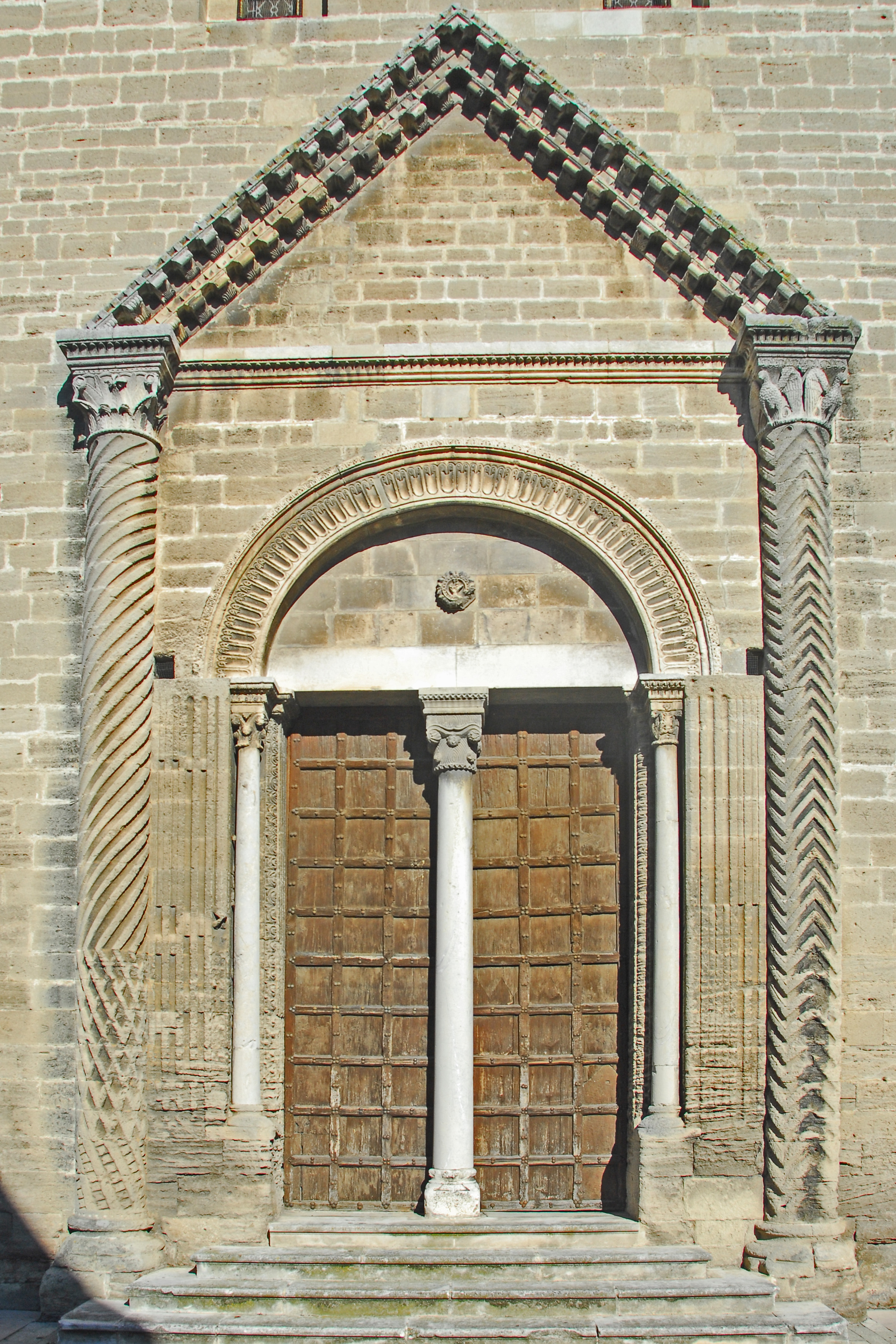
Westportal

Etwa mittig zwischen dem First des Portals und demjenigen des Schiffs ist ein kreisrundes Ochsenauge ausgespart. Dessen Gewände sind stark aufgeweitet und mehrfach profiliert. Knapp darunter sind zwei schlanke rundbogige Fenster ausgespart, deren Gewände kräftige Rückversätze aufweisen. Ihre Bögen werden mit Abstand überdeckt von dekorativen Kragprofilen, die an ihren Bogenansätzen ein kurzes Stück waagerecht abknicken. Knapp über dem Rundfenster ist eine Dreiergruppe von tiefen rundbogigen Wandnischen eingelassen. Die mittlere ist größer als die seitlichen, besitzt einen Rückversatz der Laibungskanten, und sein Bogen ist leicht angespitzt.
Auf dem First des Satteldachs steht unmittelbar über der Giebelwand ein kleines Steinkreuz, in einer kaum bekannten Form. Nicht weit dahinter ragt quer zur Firstrichtung eine freistehende Wand auf, mit einem rundbogigen Durchlass, dessen Bogenansätze mit Kämpfern markiert sind. Die Wand ist oberseitig in Neigung des Dachs und in deren Richtung nach beiden Seiten abgeschrägt und mit Steinplatten abgedeckt.

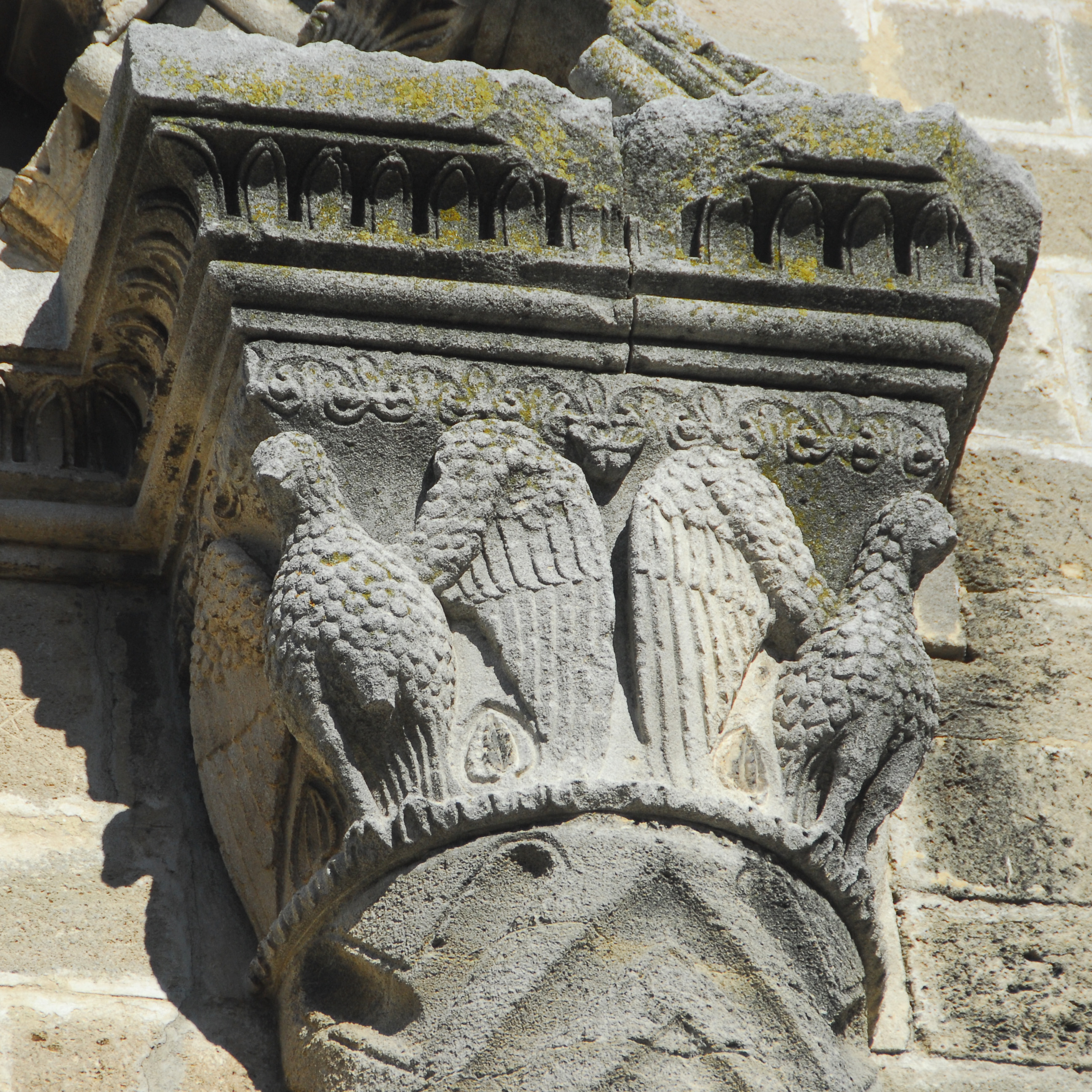
Westportal, Adlerkapitell
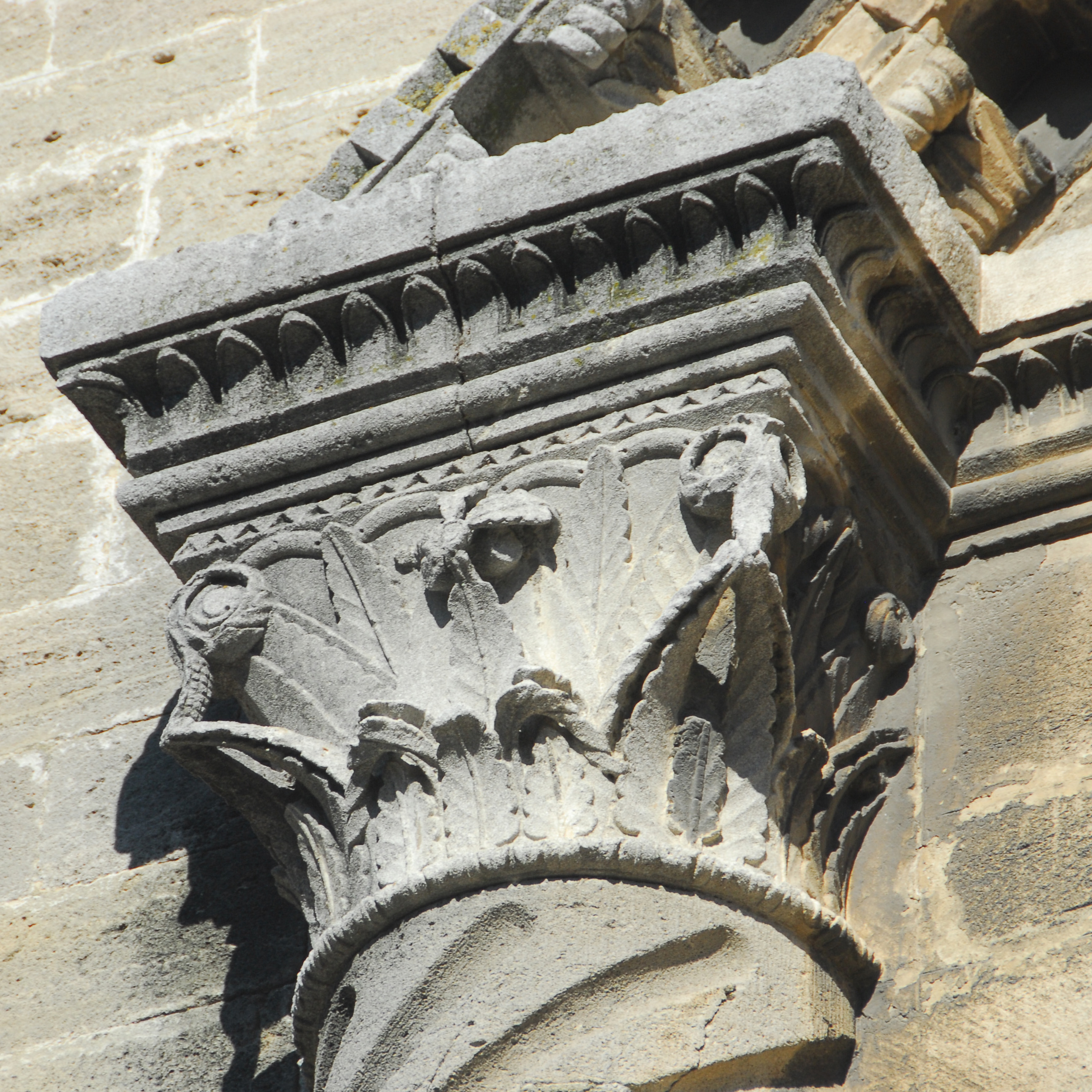
Westportal, florales Kapitell
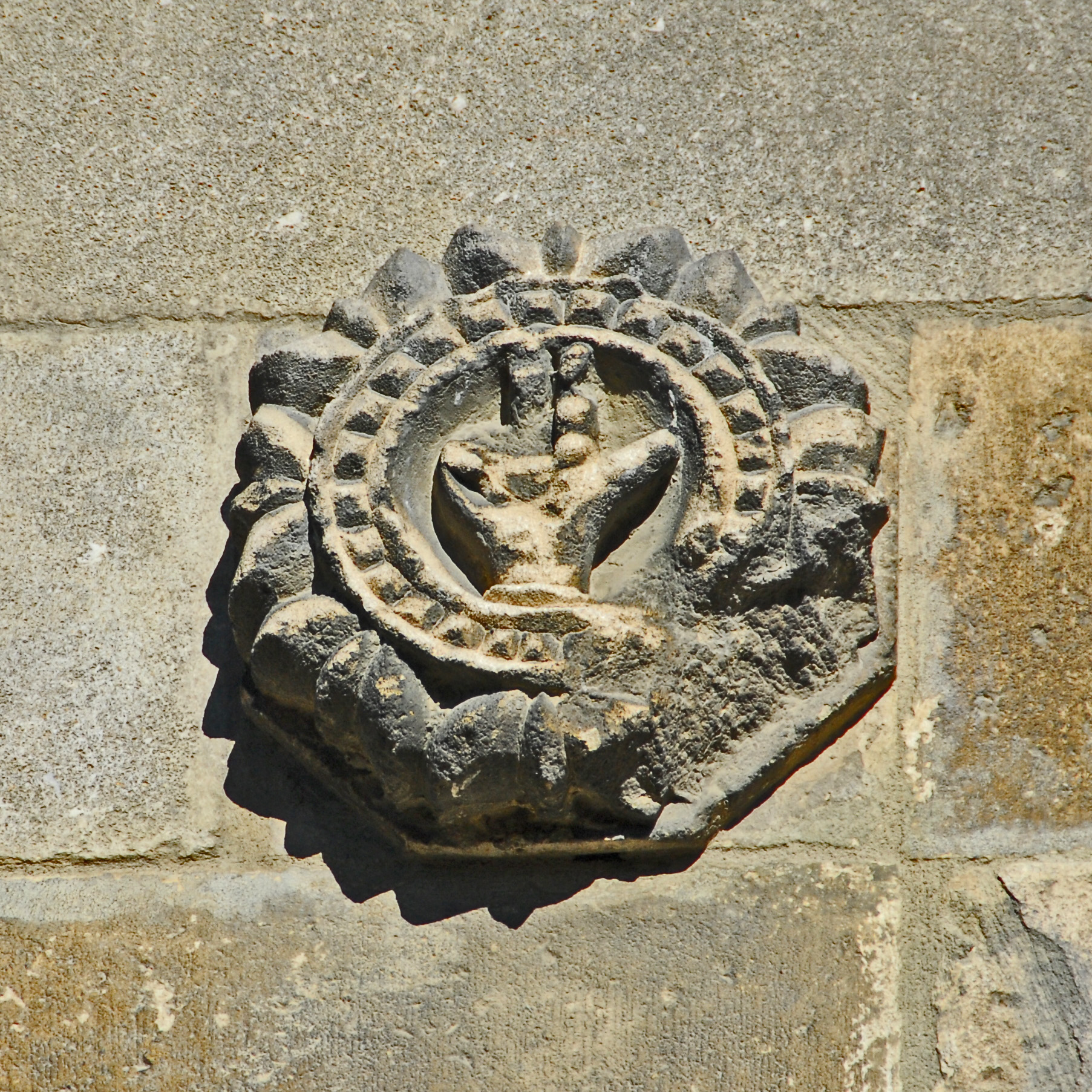
Westportal, Segensgestus

#### Längsseiten
Die Teilung der Süd- und Nordseite der Kirche erfolgt durch je fünf ungewöhnlich kräftige, scharfkantige Strebepfeiler, deren abgeschrägte Oberseiten bis unter die Kragsteine der Traufen hinaufreichen. Die oberen gut zwei Meter hohen Abschnitte der Pfeiler treten dreiseitig geringfügig zurück, und in deren Vorderseiten sind große rechteckige Nischen eingelassen.
Auf der Südseite ist in den Jochen eins bis drei in Höhe dieser Nischen mittig je ein schlankes rundbogiges Fenster ausgespart. Ihre Laibungen sind in breiten Rückversätzen aufgelöst. In diese sind Archivolten eingestellt, die etwa halb so breit sind, wie die Rückversätze. Sie bestehen seitlich aus Säulchen, die mit skulptierten Kapitellen, profilierten Kämpfern und Basen ausgerüstet sind. Sie sind deutlich kürzer als die Fensterhöhe, so dass unter den Basen die Rückversätze etwas höher liegen als die Fensterbrüstungen. Auf ihren Kämpfern stehen oberflächenbündig scharfkantige Keilsteinbögen. Diese werden von schmalen Kragprofilen überdeckt, die an ihren Bogenansätzen ein Stück waagerecht abknicken.
In dem Wandabschnitt der Vierung ist in Höhe der übrigen Fenster ein großes kreisrundes Ochsenauge ausgespart, dessen Gewände mehrfach profiliert ist.
Der letzte Strebepfeiler auf der Südseite steht von der Gebäudeecke etwas weiten zurückversetzt als der erste. Das hat seinen Grund darin, dass man bereits mit der Errichtung des romanischen Schiffs diesen Pfeiler im unteren Bereich verbreitert hat, um darin einen kleinen Raum, vielleicht eine Sakristei, unterzubringen.

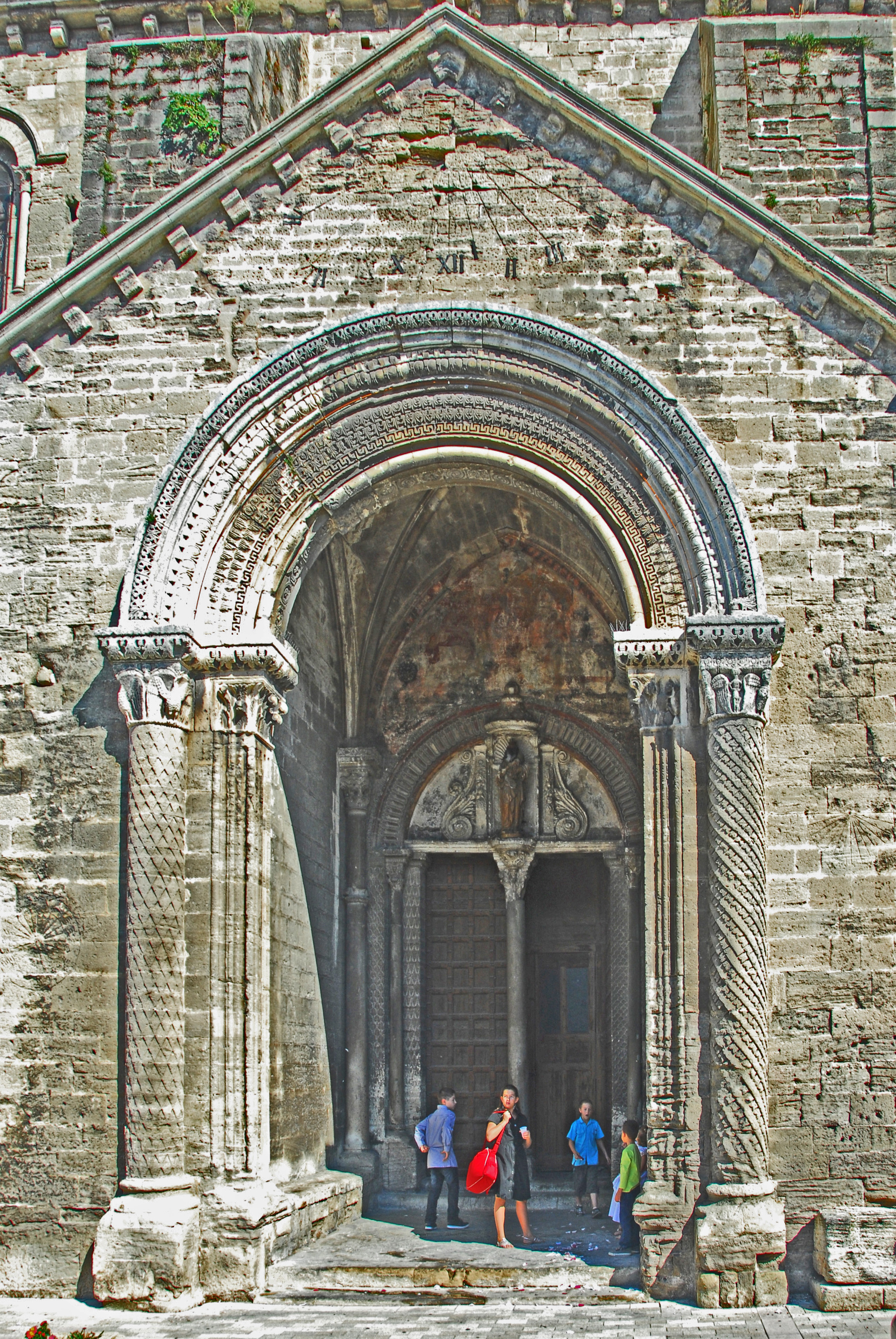
Vorhalle von Süden

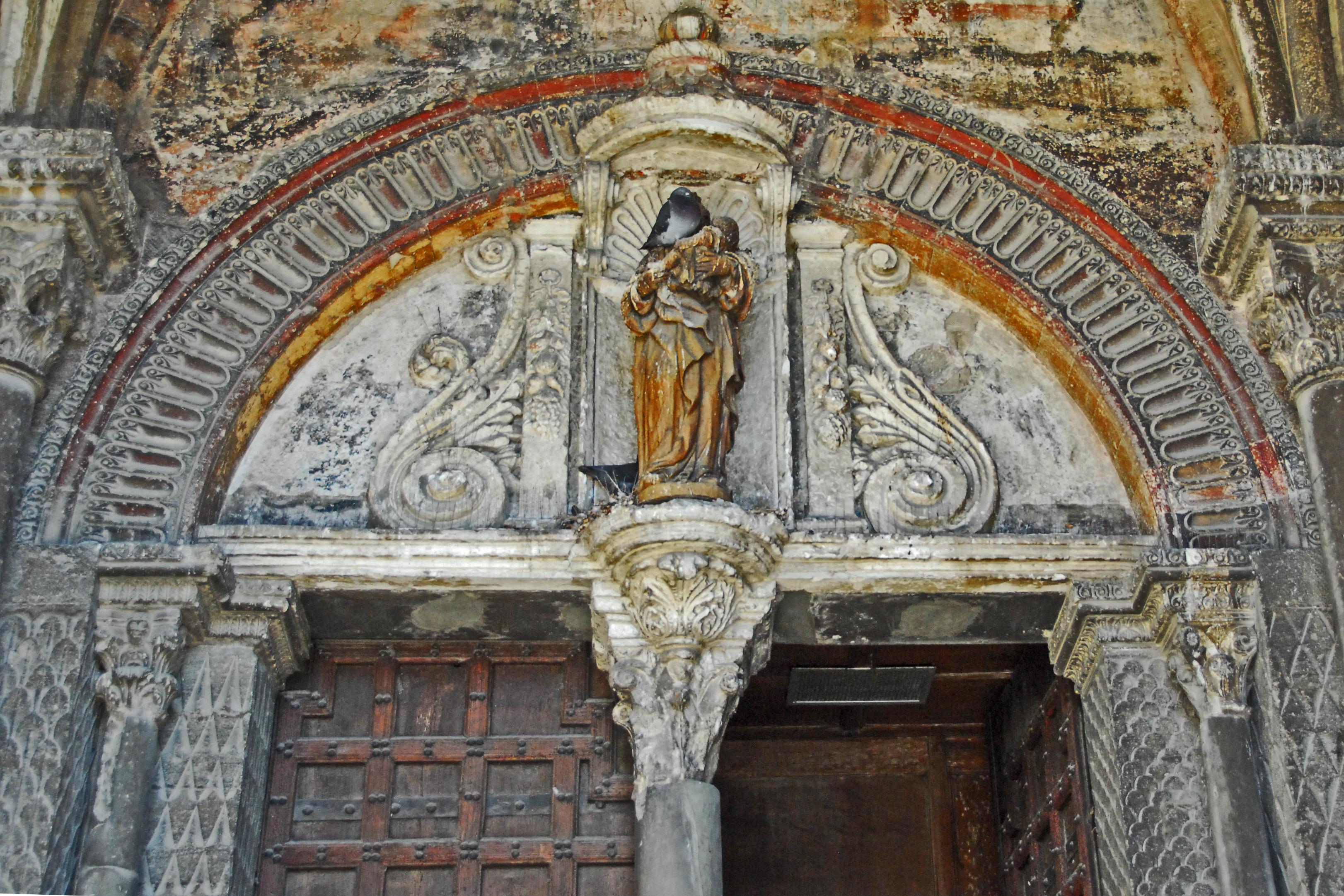
Südportal in Vorhalle

#### Vorhalle

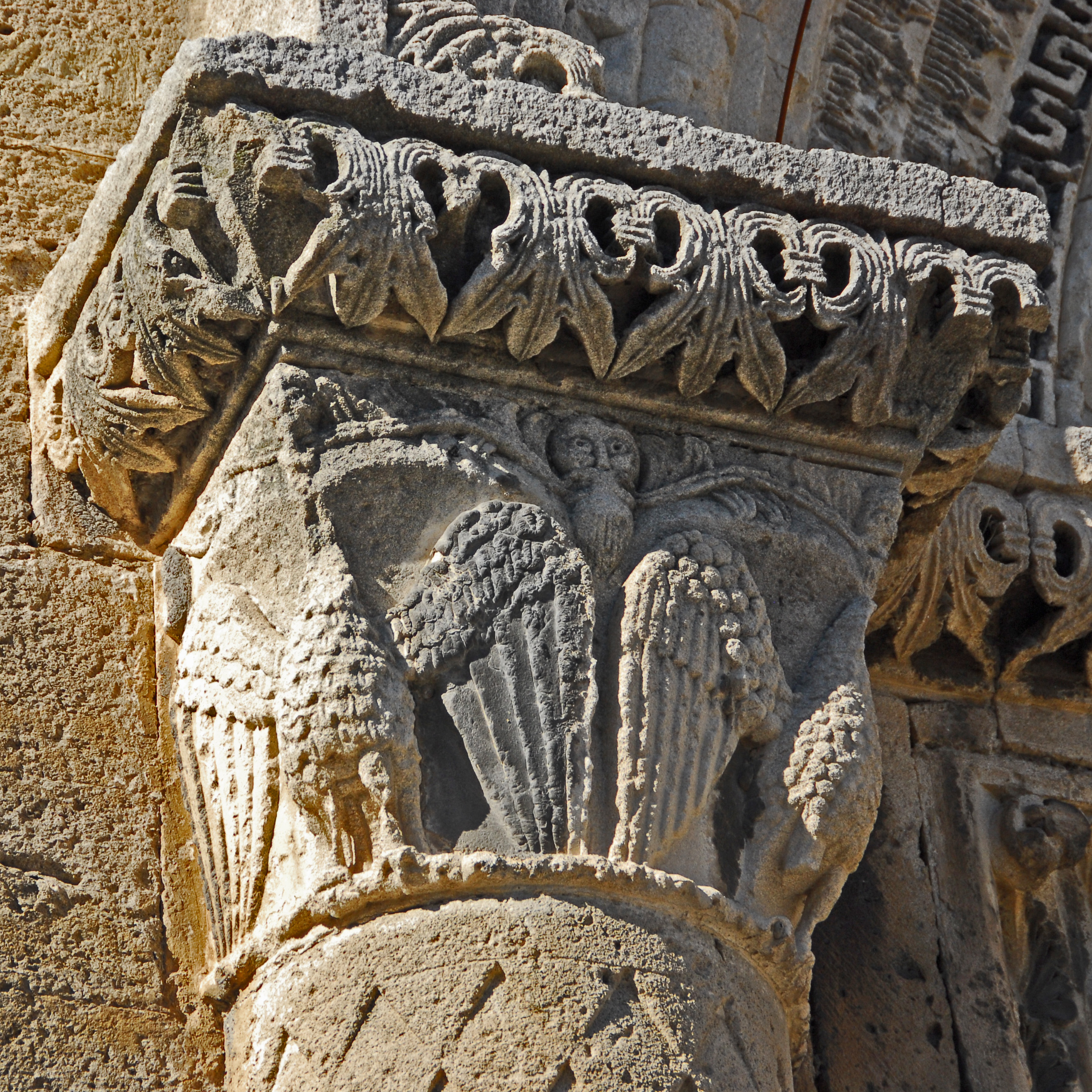
Adlerkapitell an Vorhalle

Im dritten Joch auf der Südseite hat man in seiner Mitte ein breites Südportal ausgespart, das als Hauptportal genutzt wird, vor dem dann eine Vorhalle entstanden ist, deren Satteldachfirst etwa in Höhe der Fensterbrüstungen des Schiffs liegt. Ihre Breite entstand aus den Pfeilerbreiten beidseitig des dritten Jochs einschließlich ihres Zwischenraums. Innerhalb der Vorhalle wurden dann die Pfeiler nach innen verbreitert und südwärts vertieft. Das Portal besitzt wieder wie beim Westportal eine Archivolte, die in einen Wandrückversatz gestellt worden ist. Seine Säulen sind mit pflanzlich skulptierten Kapitellen, profilierten Kämpfern und Basen ausgerüstet. Hinter den Säulen reichen Wandstreifen in die Portalöffnung, deren Oberflächen mit Schuppen und Rillenmustern dekoriert und oberseitig von den Verlängerungen der Kapitellkämpfer überdeckt sind. Auf letzteren steht ein kantiger Arkadenbogen, dessen Dekoration denen des Westportals ähnelt. Auch hier teilt eine glatte Mittelsäule die Portalöffnung, die von einem hohen pflanzlich skulptierten Kapitell bekrönt ist. Auf den seitlichen Wandvorlagen ruht ein eher flacher Sturzbalken, unterseitig glatt und vorderseitig profiliert. Das Bogenfeld ist offensichtlich in der barocken Epoche dekoriert worden und enthält eine Madonna mit ihrem Kind. Der Raum der Vorhalle ist von einem gotischen Kreuzrippengewölbe überdeckt, das noch etliche Reste der farbigen Fassung aufweist. Die seitlichen Wände sind eben und bleiben ohne Dekor. Am unteren Rand der Wände sind steinerne Sitzbänke angeordnet, die nach außen als Sockel der Säulen weitergeführt werden.

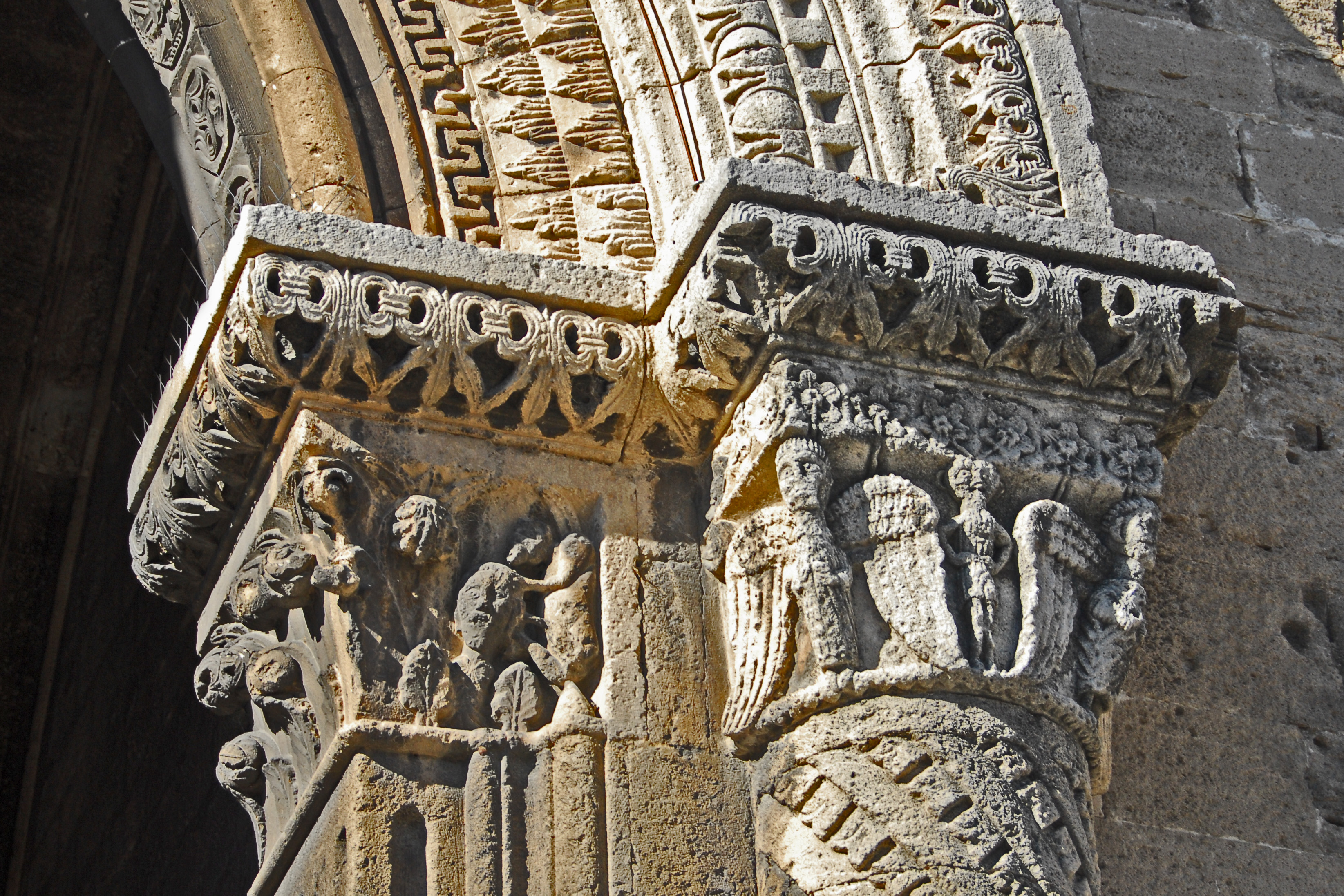
Kapitelle an Vorhalle

Die äußere Öffnung in die Vorhalle wird von dreifachen Archivolten eingefasst, die deutlich höher und breiter sind als die des Portals. Die rechteckigen Pfeiler der mittleren Archivolte sind dreiseitig in Rundprofile aufgelöst und mit pflanzlich skulptierten Kapitellen, fein dekorierten Kämpferprofilen und profilierten Basen ausgerüstet. Innenseitig folgt eine Archivolte aus schlanken Säulen mit ähnlicher Ausrüstung. Die äußere Archivolte besitzt wieder dicke halbrunde Säulen deren Schäfte mit Schuppen und spiralförmig gedrehten Kanneluren dekoriert sind. Ihre Kapitelle zeigen wieder Adler mit ausgebreiteten Flügeln. Ihre Kämpfer sind wieder dekoriert, wie bei der mittleren Archivolte. Das mindestens siebenfach gestufte Bündel der Archivoltenbögen ist äußerst feingliedrig mit pflanzlichen und geometrischen Motiven dekoriert. Nicht mehr weit über dem Scheitel des äußeren Archivoltenbogens finden sich die Ortgänge des Vorhallendachs, die etwa denjenigen des Schiffs entsprechen.

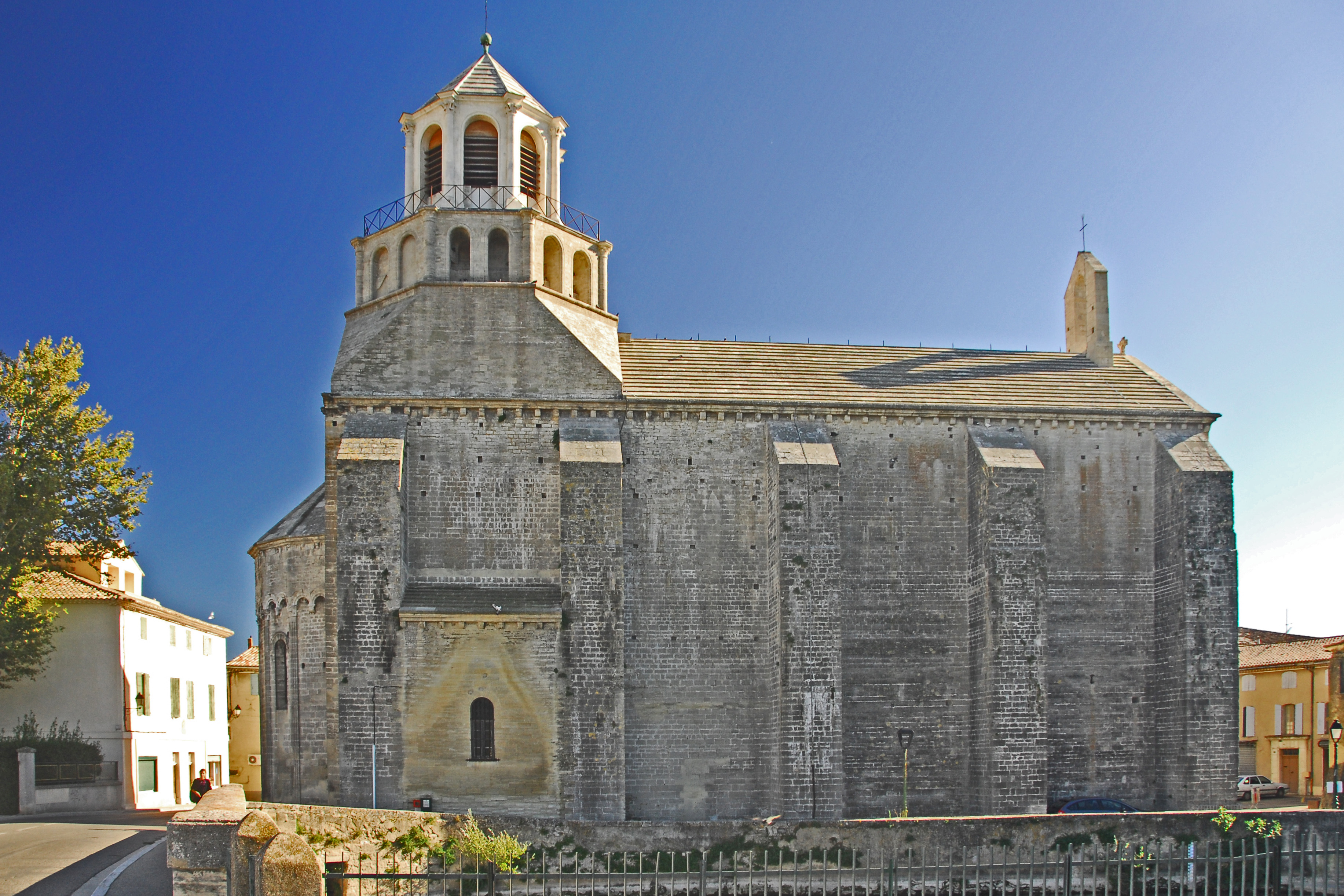
Nordseite

#### Nordwand
Die Nordwand des Schiffs besitzt etwa die gleiche Teilung durch Strebepfeiler. Es gibt allerdings keine Fenster, die das Schiff erhellen. Im Vierungsjoch ist im unteren Bereich zwischen den Pfeilern ein Raum jüngeren Datums angebaut, vermutlich eine Sakristei. Er wird von einem Pultdach überdeckt dessen Traufe aus einem abgestuften Gesims auf Kragsteinen besteht.

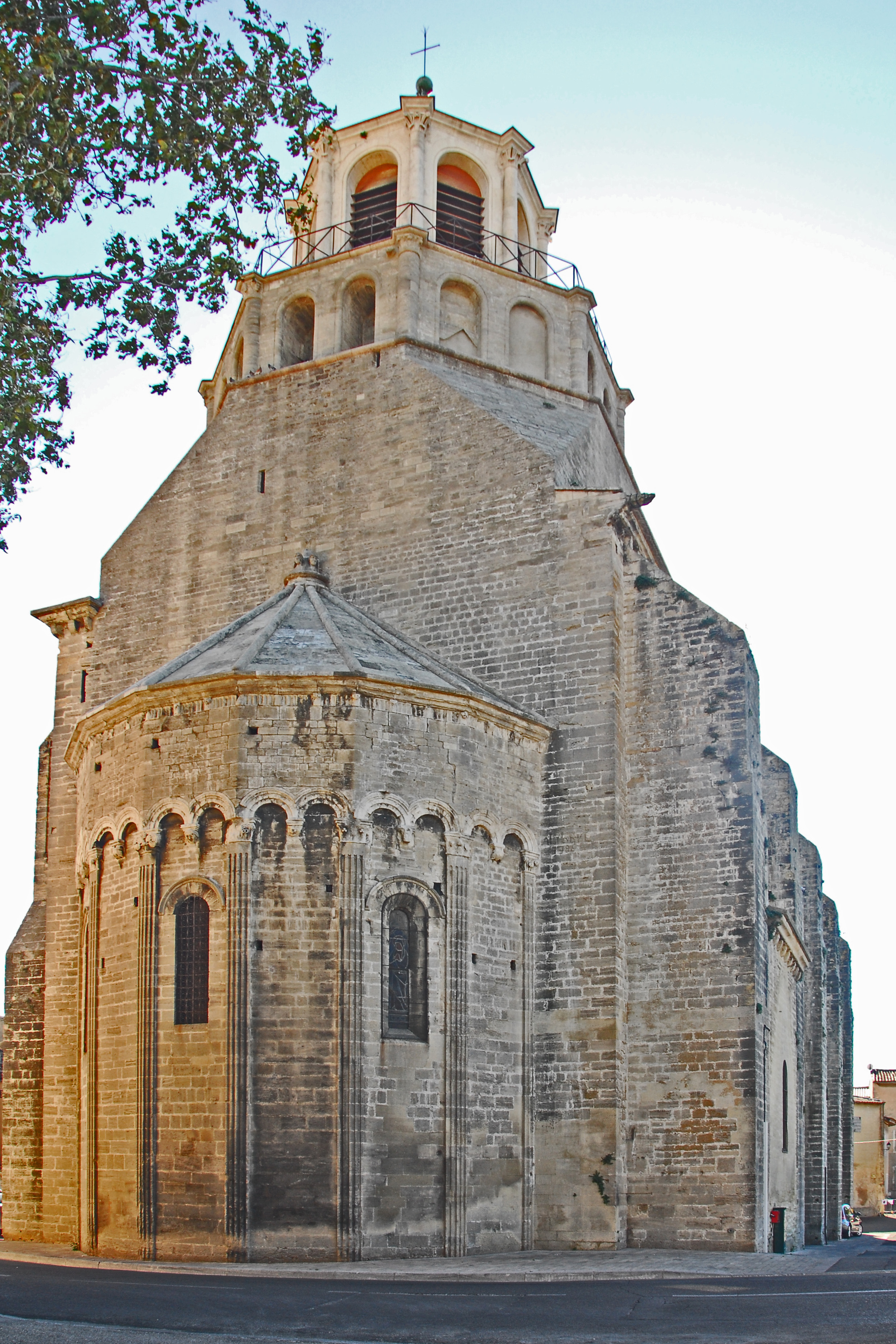
Chorhaupt von Osten

#### Chorhaupt
Das Chorhaupt ist im Wesentlichen die große polygonale Chorapsis vor der Ostwand des Schiffs, über der sich der Glockenturm erhebt. Während sonst üblicherweise das Polygon aus fünf Wandabschnitten zusammengesetzt ist, sind es hier sieben. Diese vielfältige Brechung erzeugt in Verbindung mit den hoch aufgehenden grazilen Pilastern auf den Kanten ein energisches Aufwärtsstreben, welches man an anderen provençalischen Chören nicht kennt. Le Thor weist die differenzierteste Chorgestaltung aller Kirchen der Provence auf.
Die Pilaster werden von je vier senkrechten Kaneluren durchfurcht und von je einem floral dekorierten Kapitell bekrönt, dessen profilierter Kämpfer entsprechend den Polygonkanten mittig abgeknickt ist. Diese tragen jeweils zwei profilierte Bögen die jeweils gemeinsam auf einem Kragstein stehen, in Form einer Tiermaske. In drei Wandabschnitten zwischen den Pilastern ist jeweils in der oberen Hälfte ein schlankes rundbogiges Fenster ausgespart, dessen Gewände aufgeweitet sind. Ihre Keilsteinbögen werden von schmalen Kragprofilen überdeckt. Die glatten Wandabschnitte über den Bögen werden oberseitig durch ein Zackenprofil abgeschlossen. Darüber kragt ein mehrfach profiliertes Traufgesims aus, auf dem die unteren Steinplatten der Eindeckung aufliegen. Das Dach der Chorapsis besitzt entsprechend dem Polygon die Form einer halben vierzehnseitigen Pyramide, deren Kanten mit dreiviertelrunden Profilen markiert sind. Diese treffen sich im First unter einer halbkreisförmigen Scheibe auf der menschliche Büsten dargestellt sind.

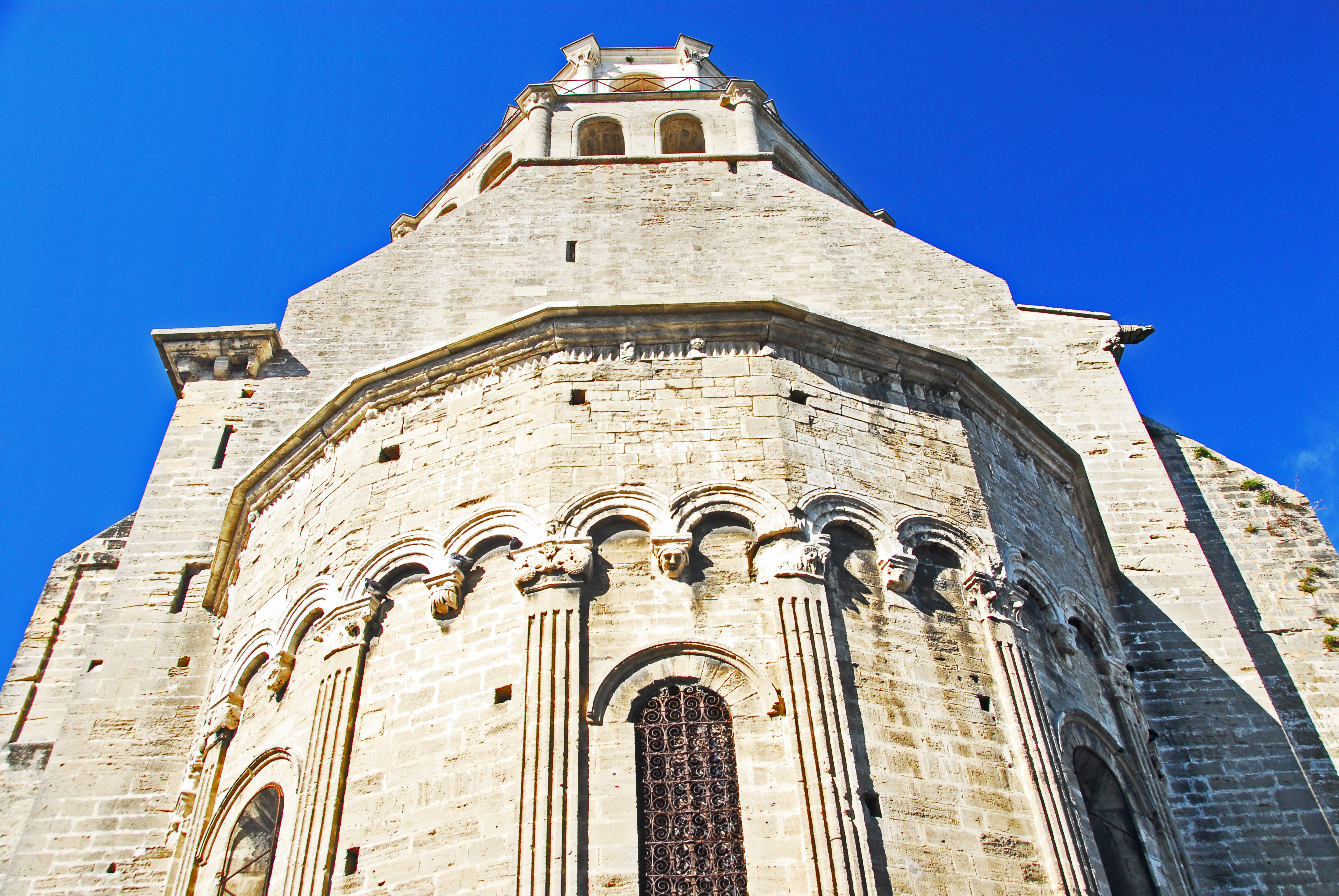
Chorapsis
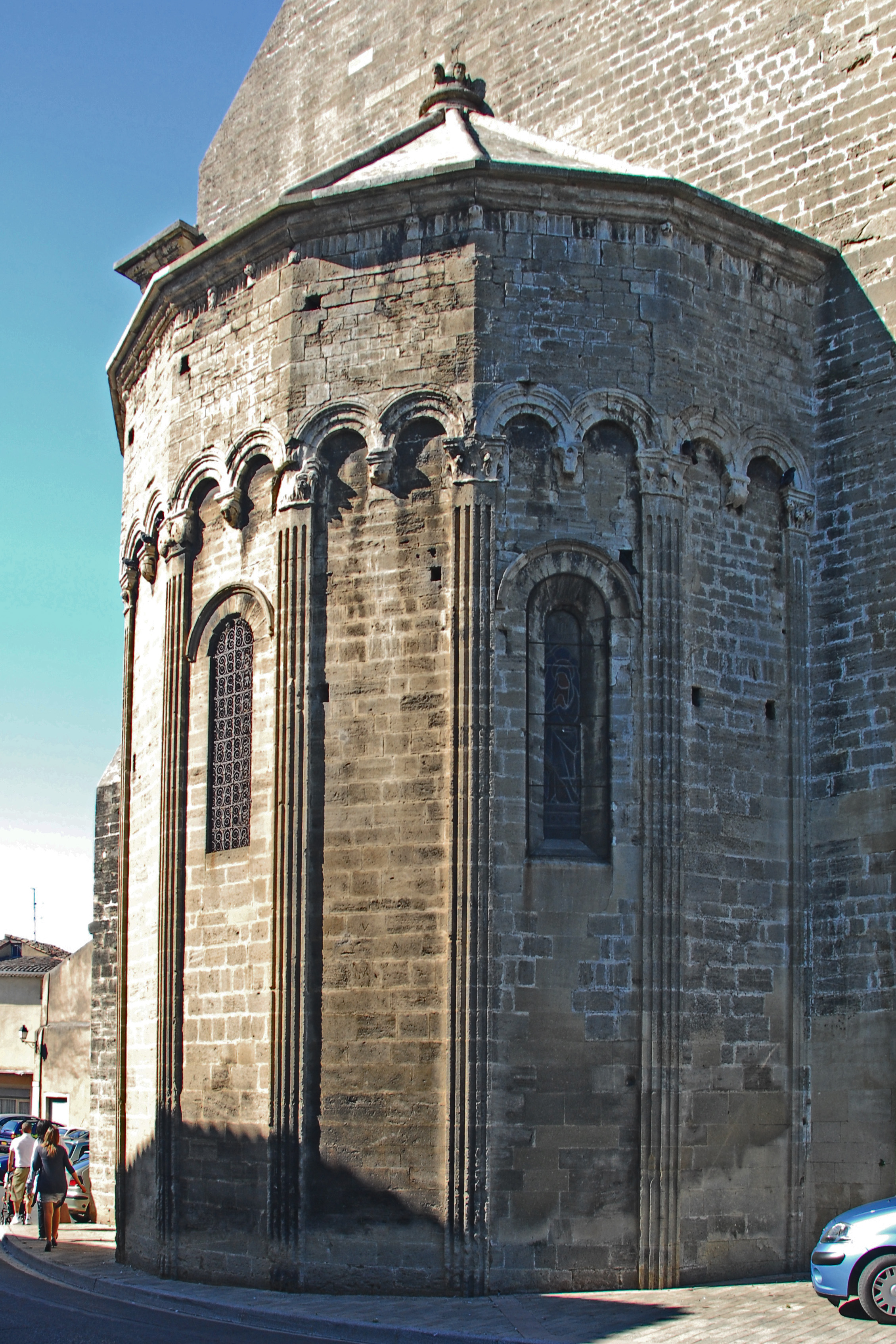
Chorapsis
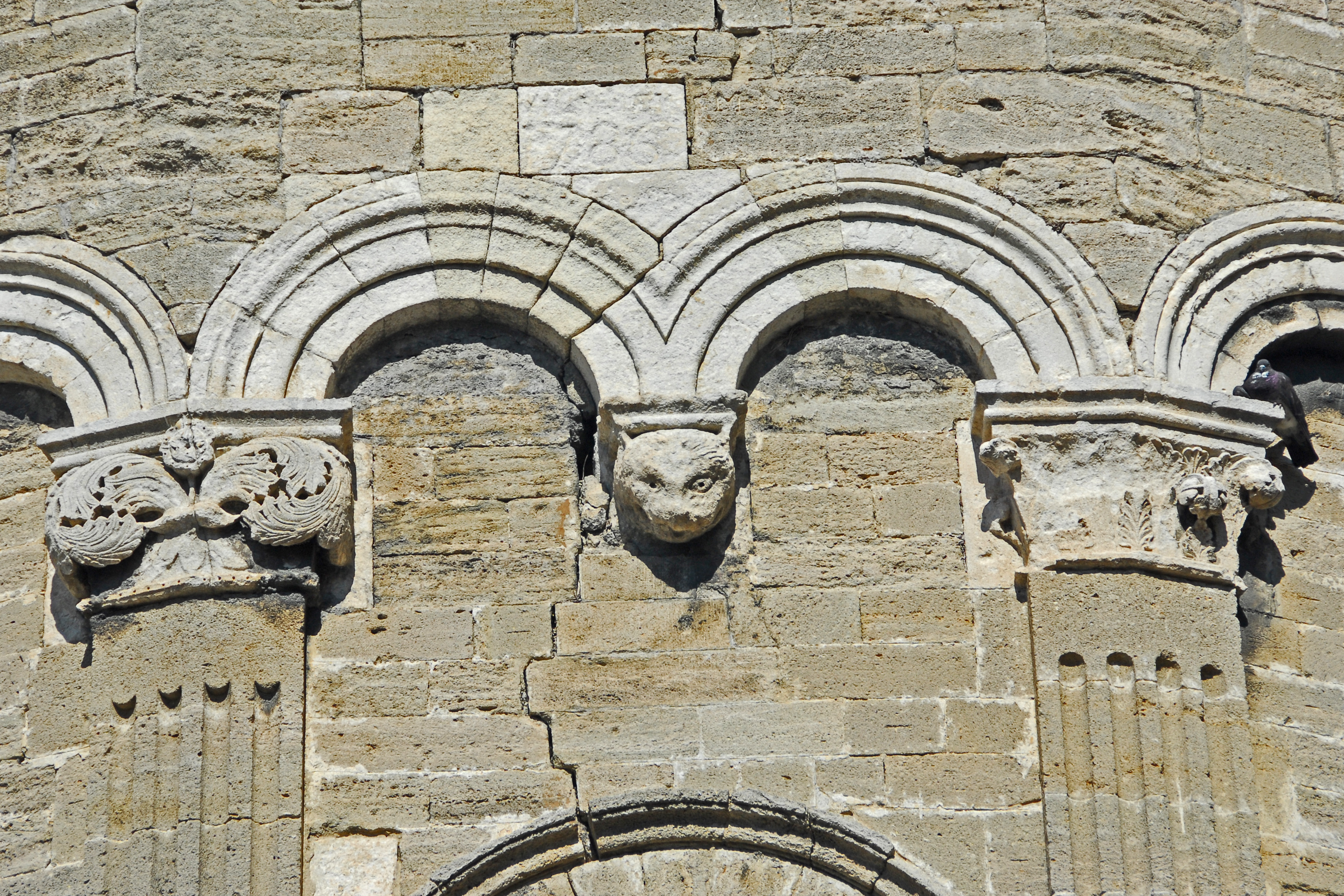
Chorapsis, Blendbögen
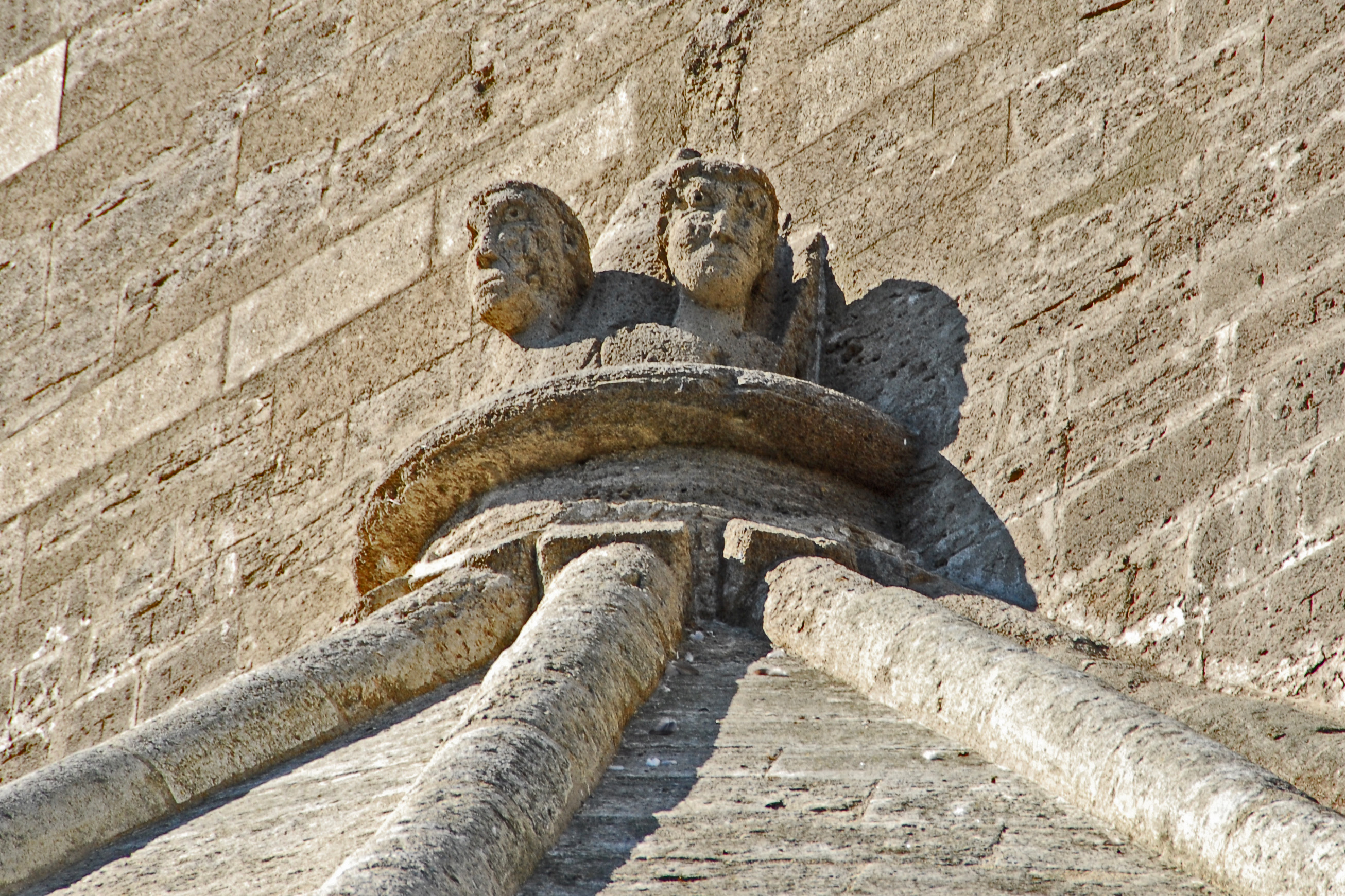
First der Chorapsis

### Inneres
Der Innenraum entpuppt sich als überraschende Zwittererscheinung: Einerseits zeigt er Grundzüge provencalischer Romanik - Einschiffigkeit, mehrfach gestufte Wandpfeiler, fensterlose Nordwand-, andererseits fällt die Anwendung von Kreuzrippengewölben völlig aus dem Rahmen. Dies ist in der Romanik der Provence einzigartig und nur aus der Baugeschichte zu erklären. Danach wurde die Kirche zu einer Zeit errichtet, als die Zisterzienser burgundische Stilelemente in der Provence heimisch gemacht hatten. Aber abgesehen von dieser „modernen“ Komponente steht der Bau fest in provencalischer Tradition. Man erkennt daran, wie beharrlich der Süden am Überlieferten festhielt. Als Le Thor entstand, war in der Île de France die erste Phase der gotischen Baukunst abgeschlossen, in Chartres bereits der Grundstein zur zweiten Generation der Kathedralgotik gelegt worden.

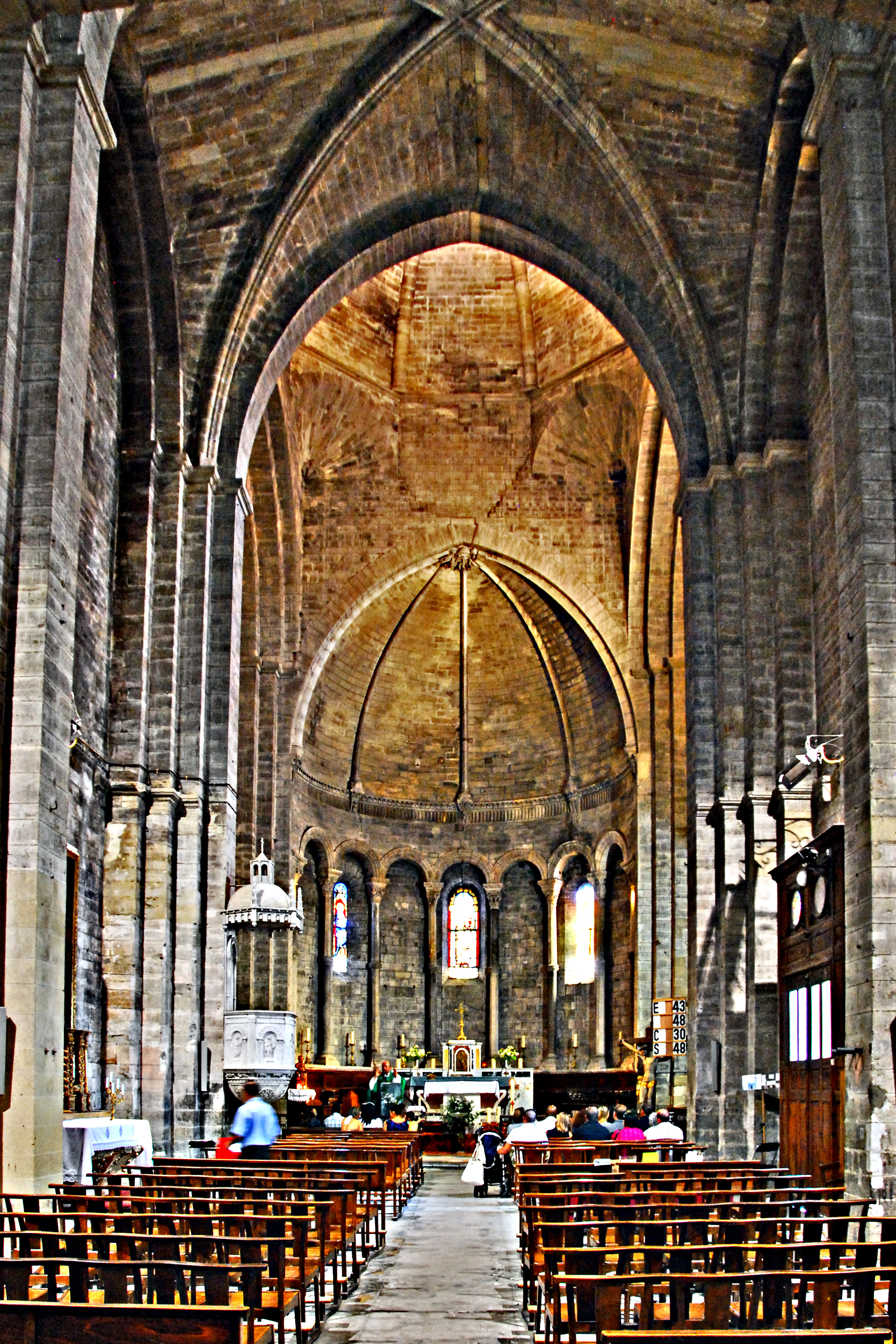
Schiff zum Chor

#### Schiff
Das Schiff reicht von der Westwand bis zur Vierung und ist in drei gleich breite Joche unterteilt. Die Teilungen übernehmen angespitzte scharfkantige Gurtbögen, die auf Vorlagen gleichen Querschnitts stehen, die schiffseitig mittig vor mächtigen vierfach gestuften Pfeilern stehen. Die Bogenansätze der Vorlagen und Abstufungen werden durch Kämpferprofile markiert. An den Pfeilern zwischen Joch 3 und der Vierung gibt es in gut halber Höhe ebensolche Kämpferprofile. Die Joche werden überdeckt von Kreuzrippengewölben, deren kantige Rippen auf den inneren Rückversätzen der vorgenannten Pfeiler stehen. Die angespitzten Schildbögen der Wände bestehen aus doppelten Rückversätzen, die auf den äußeren beiden Rückversätzen der Pfeiler stehen. In den Schildbögen der Südwand ist jeweils ein schlankes rundbogige Fenster mittig ausgespart. Auf der Nordseite gibt es keine Fenster. Im ersten Joch ist über die gesamte Grundfläche des Jochs eine Emporendecke gespannt, die unterseitig diagonale Gratbögen aufweist. Auf der Ostkante der Decke ist in ganzer Breite ein flacher Rundbogen gespannt, der über der Decke eine flache Schwelle besitzt, auf der ein Schutzzaun aus Metall errichtet ist. Die Empore trägt keine Orgel. Sie wird erschlossen über eine Treppe im südwestlichen Pfeiler. In der Westwand über der Empore ist die von außen bekannte Dreiergruppe der Fenster ausgespart, aus einem Ochsenauge und zwei schlanken rundbogigen Fenstern, alle mit aufgeweiteten Gewänden. Unterhalb der Emporendecke ist genau mittig das rechteckige Westportal ausgespart. Im dritten Joch ist mittig in der Südwand das rechteckige Südportal ausgespart, das als Hauptportal genutzt wird.

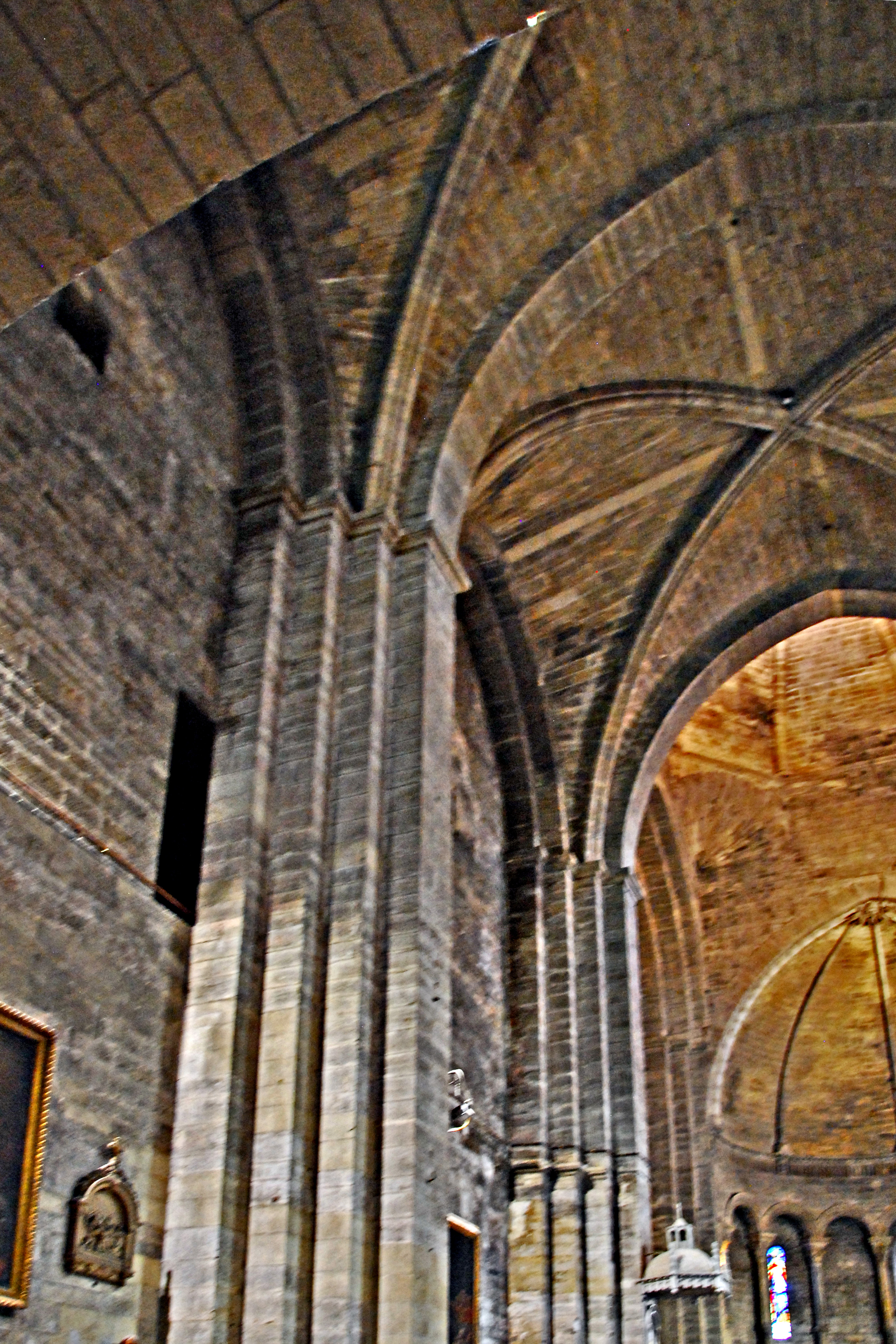
Schiff, Nordseite
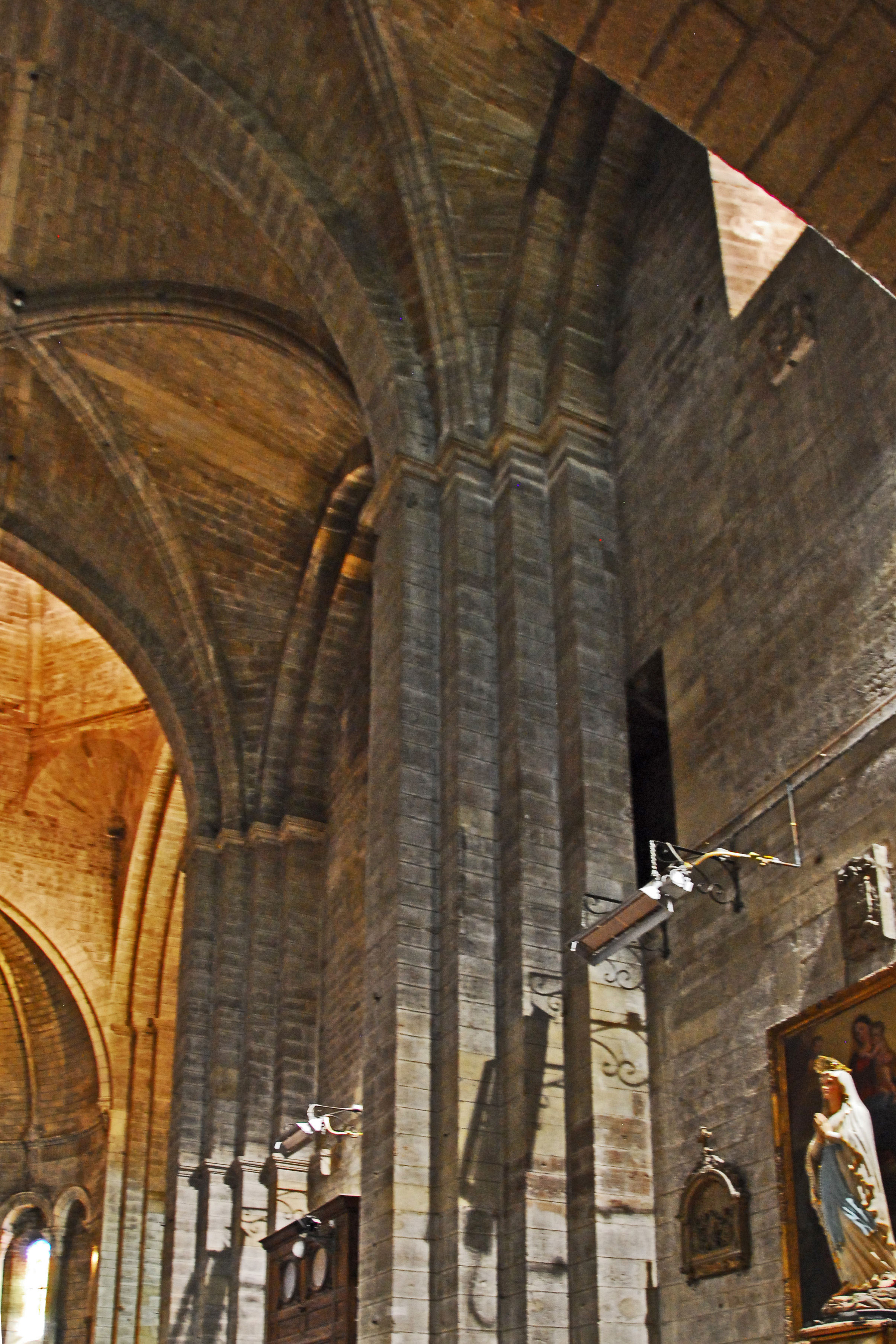
Schiff, Südseite
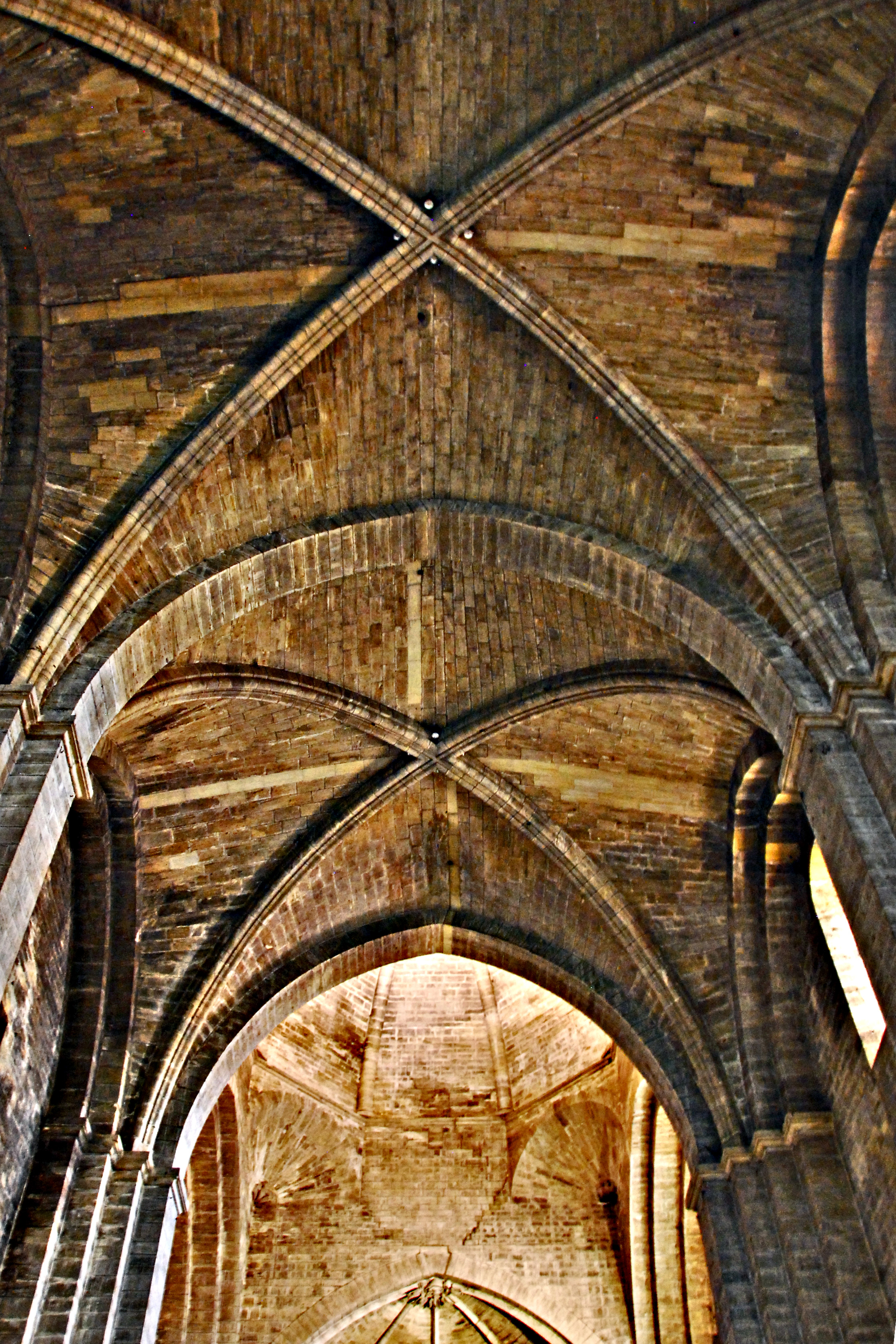
Schiff, Kreuzrippengewölbe
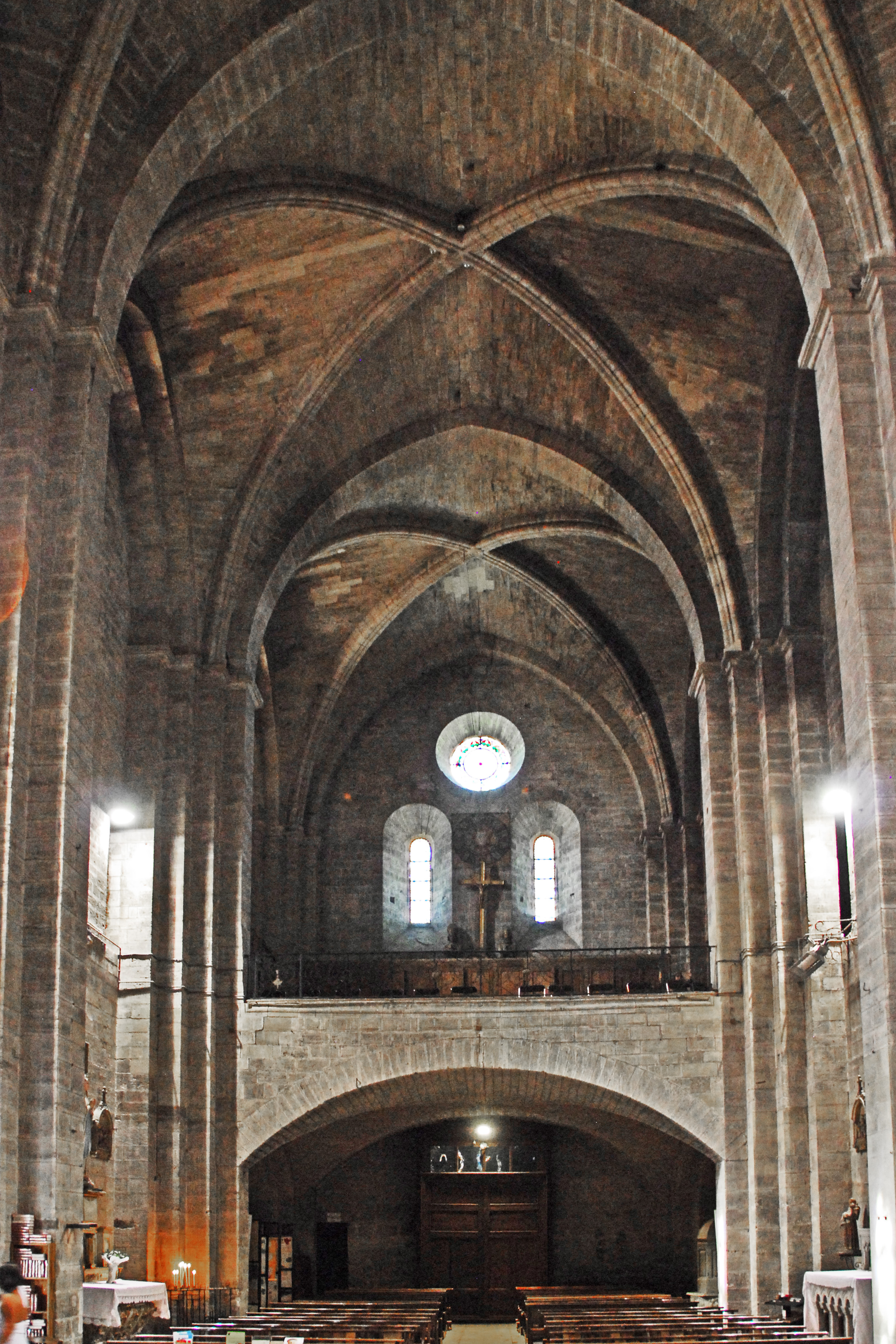
Schiff, Empore und Fassadenwand
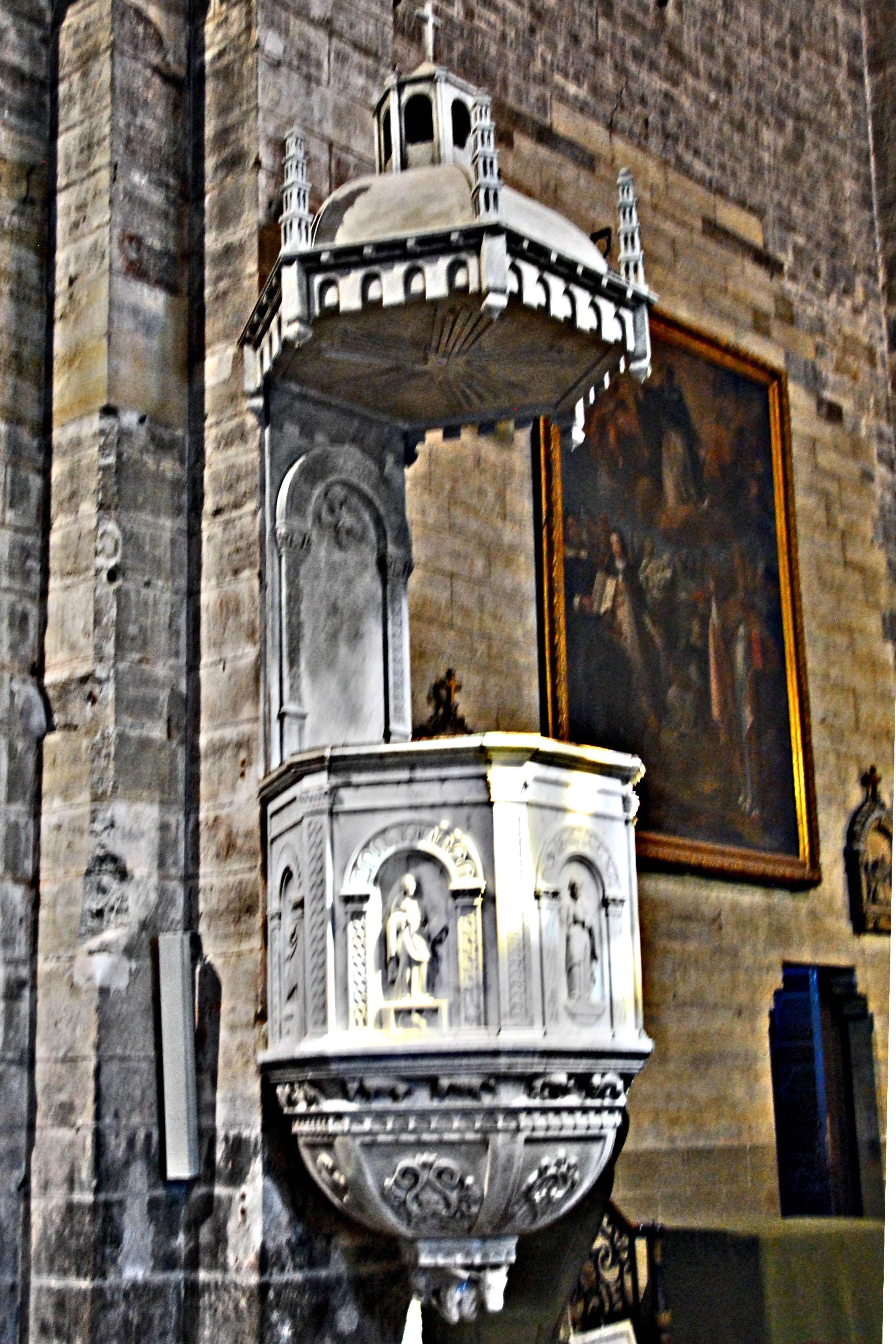
Kanzel

#### Vierung
Wenn auch die äußeren Strebepfeiler untereinander denselben Abstand aufweisen ist die innere Breite des Vierungsjochs etwas größer als die Joche des Schiffs. Dennoch ist die Vierung und die sie überdeckenden Trompenkuppe nicht genau quadratisch. Der Gurtbogen Zwischen Joch drei und der Vierung und die Pfeiler, auf denen er steht, entspricht genau den Pfeilern des Schiffs. Dies gilt allerdings nicht für die Schildbögen, mit drei Rückversätzen, statt wie im Schiff zwei, und auch nicht für die Pfeiler neben dem Triumphbogen der Chorapsis, die nur drei Rückversätze aufweisen, statt wie im Schiff vier. Der untere Rand der achteckigen Kuppel liegt knapp über der Höhe der Gurtbogenscheitel des Schiffs. Die den Vierungsecken gegenüber liegenden Achteckseiten werden von den Trompenfächern in den Vierungecken begrenzt. Die Kuppel besteht aus acht dreieckigen nach oben ausgerundeten Gewölbezwickel, die von dreiviertel runden Profilen getragen werden. Diese treffen sich im Gewölbescheitel auf einem steinernen Kreisring mit einem Ochsenauge. Inmitten des Schildbogens der Südwand ist ein großes Ochsenauge ausgespart mit leicht aufgeweitetem Gewände. In dieser Wand finden sich unten zwei Türöffnungen. Die eine erschließt den kleinen Raum innerhalb des Strebepfeilers, die andere führt zu einer Außentür und zu einer Spindeltreppe, die hinauf zum Glockenturm reicht. In der gegenüber liegenden Nordwand wurde eine Tür gestemmt, die einen weiteren Nebenraum erschließt, vermutlich die heutige Sakristei.

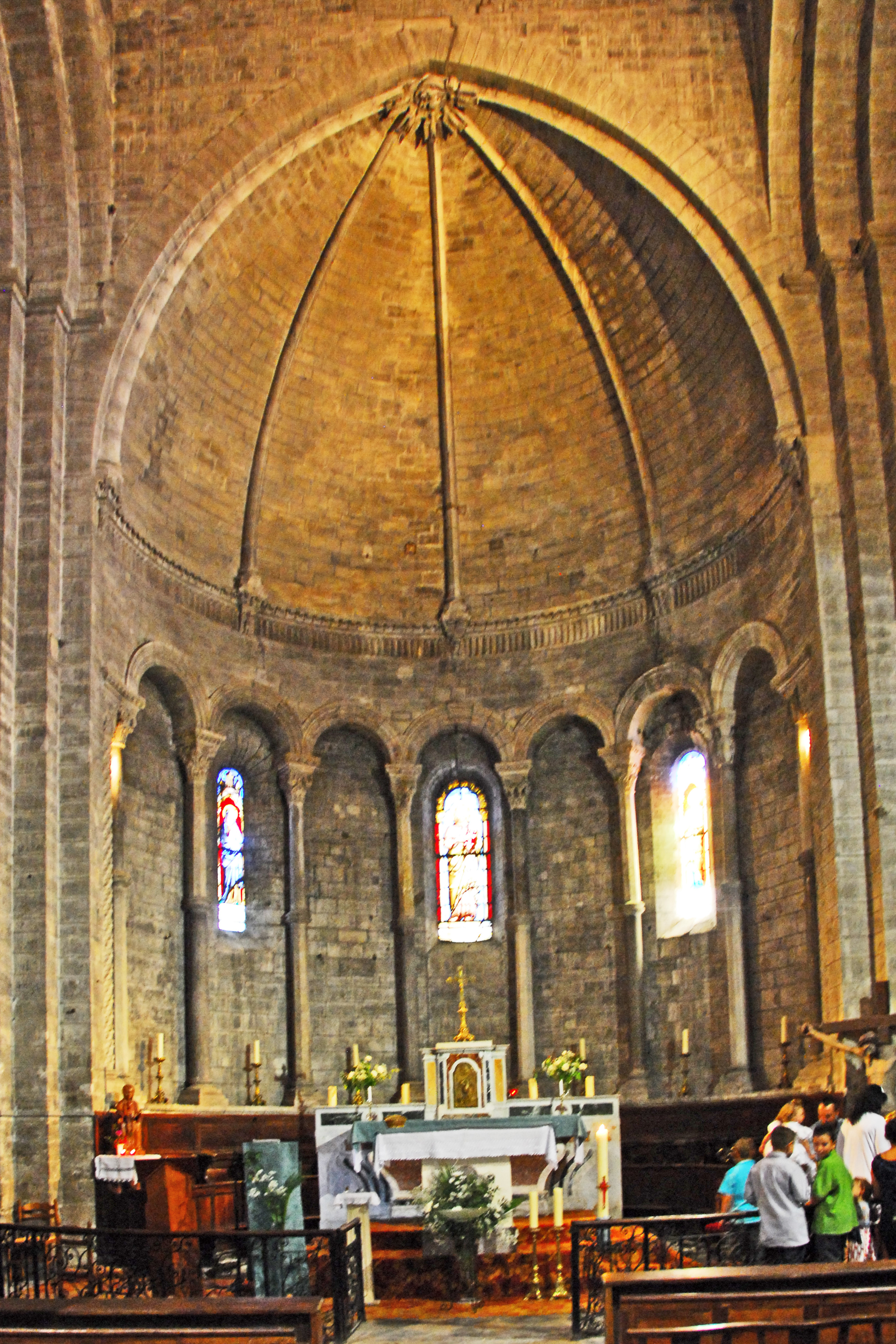
Chor aus Vierung

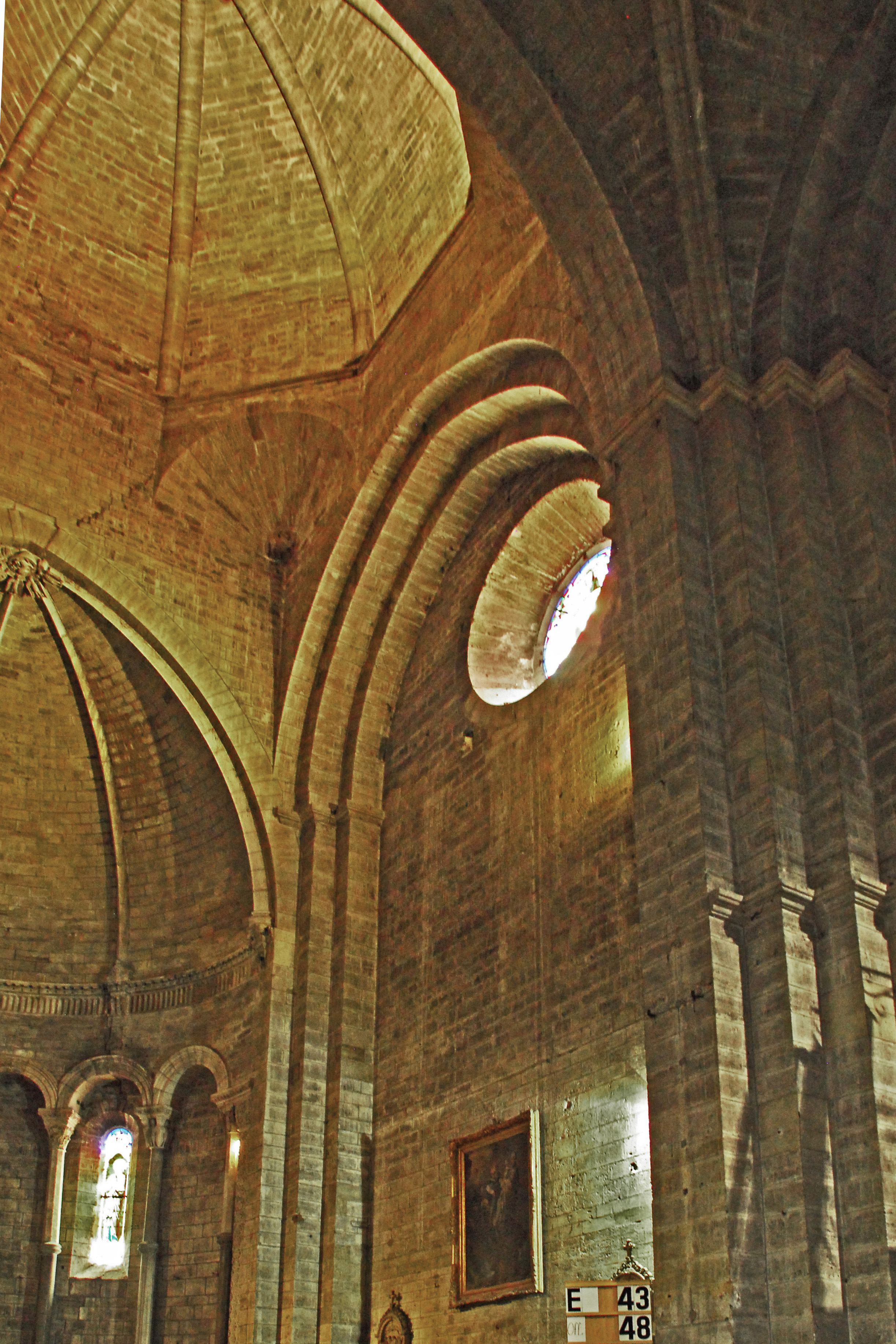
Vierung, Südwand
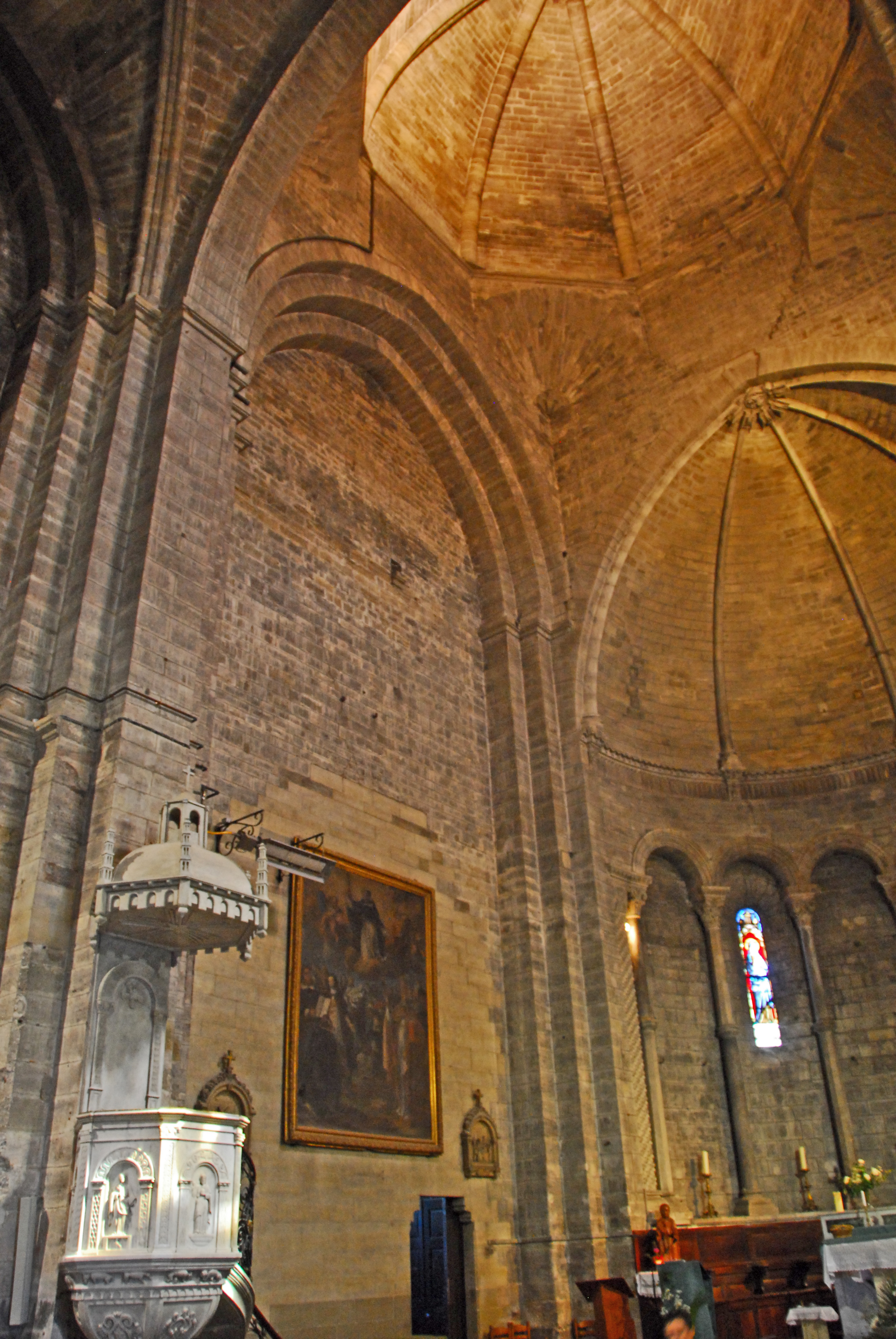
Vierung, Nordwand
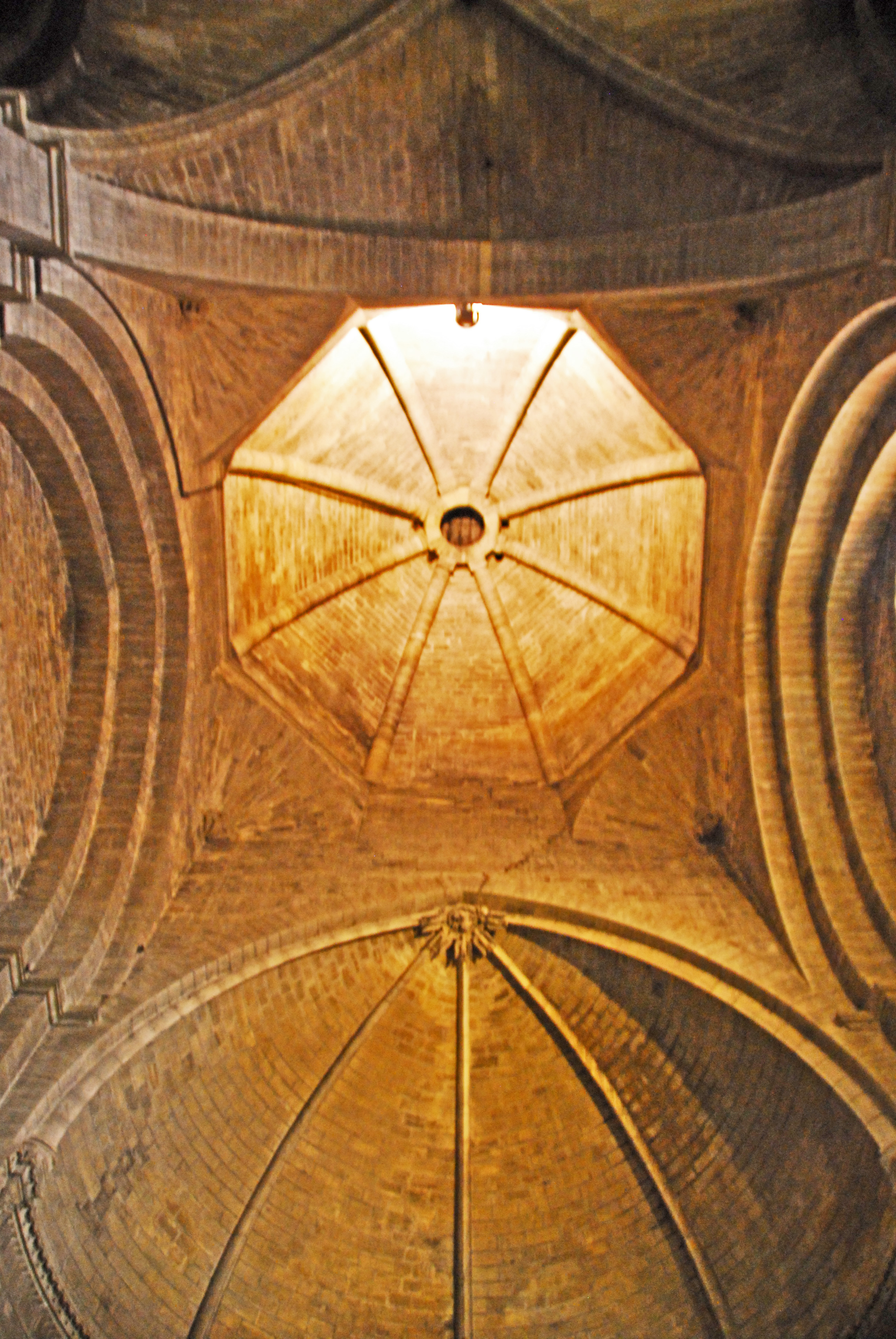
Vierung, Trompenkuppel
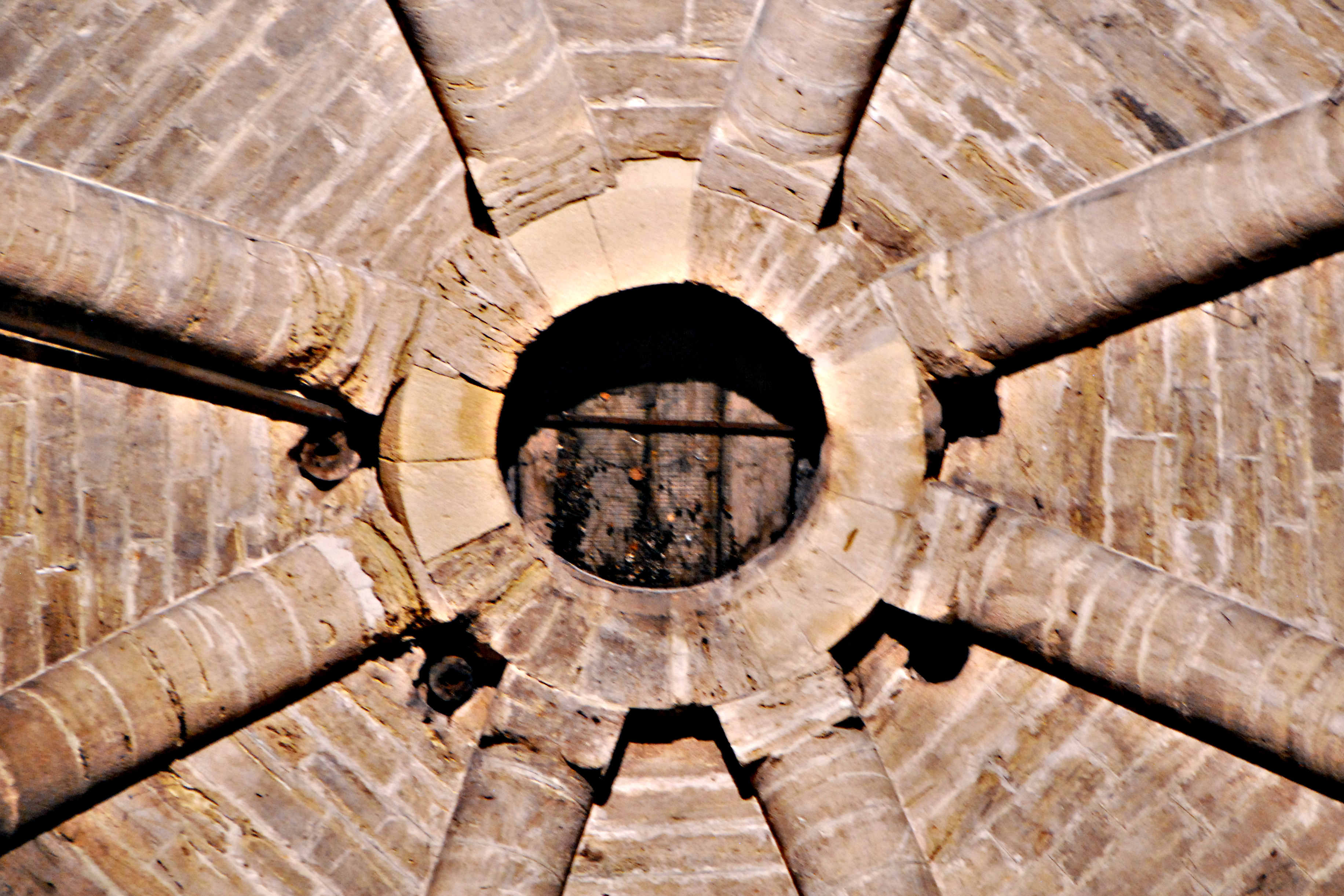
Vierung, Kuppelscheitel

#### Chorhaupt

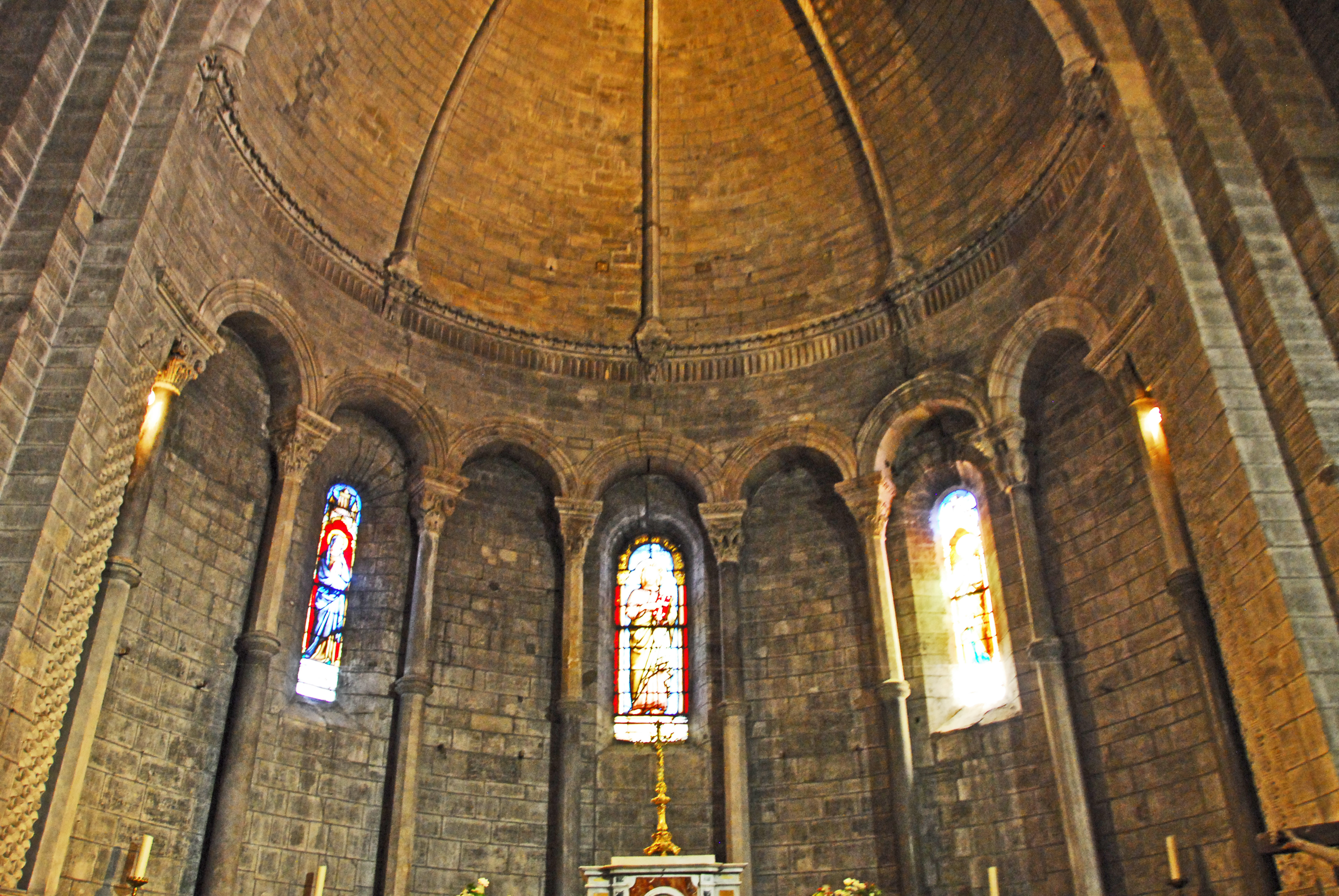
Chorapsis

Das Chorhaupt besteht aus der im Grundriss halbkreisförmigen Chorapsis in der Ostwand der Vierung. Der Triumphbogen besteht seitlich aus den äußeren Rückversätzen der dreistufigen Pfeiler der Vierung. Seine Bogenansätze werden von Kämpferprofilen markiert. Darüber steht der scharfkantige angespitzte Keilsteinbogen, oberflächenbündig mit der Vierungswand. Auf Höhe der vorgenannten Kämpfer verläuft ein schlankes Kragprofil waagerecht rund um die Apsis, das feingliedrig dekoriert ist, das auch die Gewölbeansätze der Kuppelkalotte markiert. Hinweisen muss man darauf, dass die außen polygonale Apsis und ihre Wölbung innen sauber gerundet ist. Unter dem Gewölbeansatz verläuft ein breiter Streifen eines Zackenprofils, das bereits vom Äußeren der Apsis unterhalb des Traufgesimses bekannt ist. Unter diesem Streifen verläuft ein breiterer Streifen des Wandmauerwerks der Apsisrundung. Dieser wird getragen von einer Reihung von sieben kleinen schwach profilierten Blendbögen. Ihre Bogenansätze stehen vor der Außenwand auf glatten schlanken Säulen, die mit floral skulptierten Kapitellen, profilierten Kämpfern und Basen auf kantigen Plinteh ausgerüstet sind. Auf halber Höhe der Säulen finden sich schlicht profilierte Kapitelle. Die Säulenbasen stehen auf einem um die Apsis rund herumlaufenden knapp zwei Meter hohen Sockel. In den Hintergründen der sieben Zwischenräume erscheint das Mauerwerk hinter den Säulen wieder polygonal abgeknickt zu sein. In drei Wandabschnitten sind in der oberen Hälfte schlanke rundbogige Fenster ausgespart, deren Gewände aufgeweitet sind.

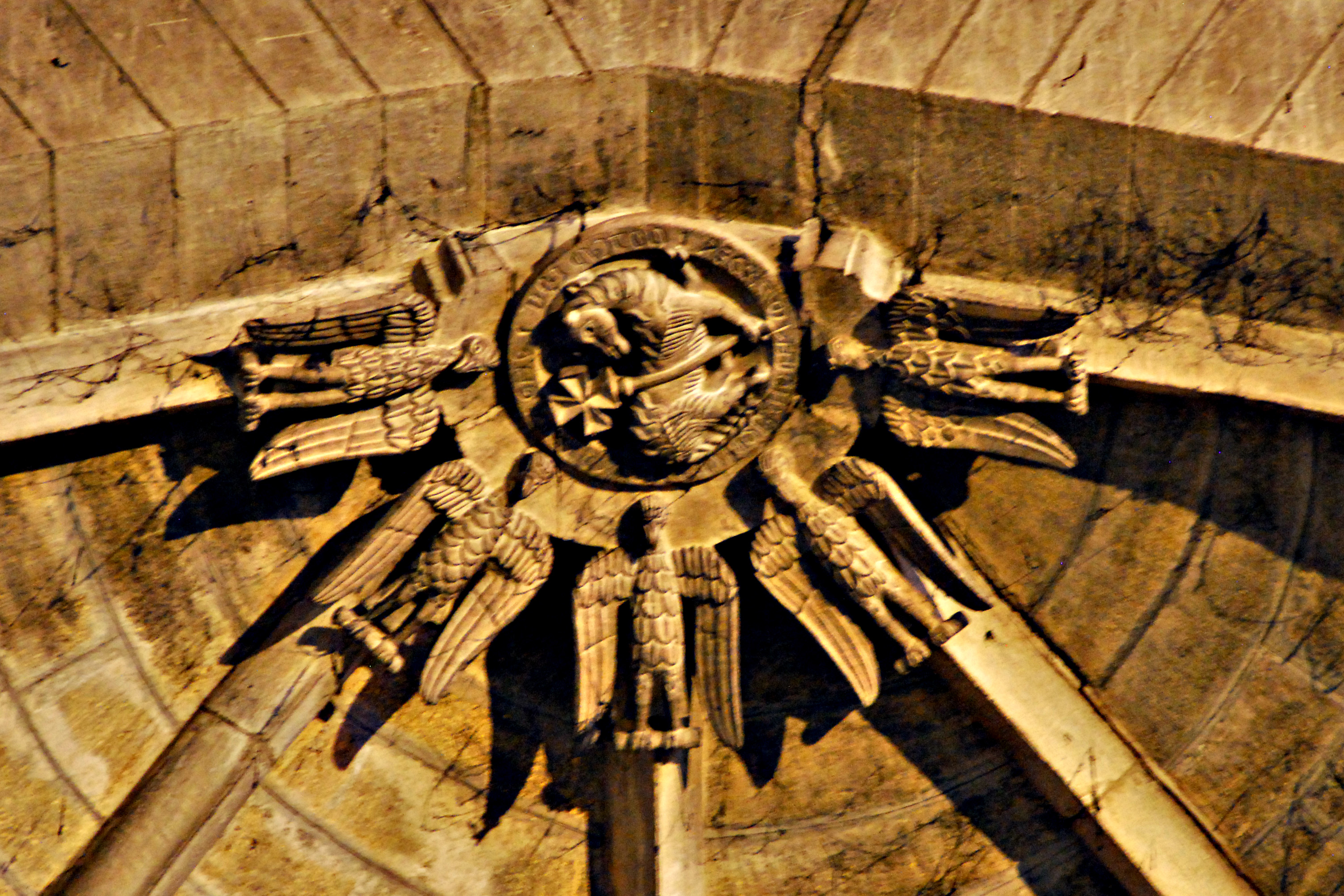
Chorgewölbescheitel

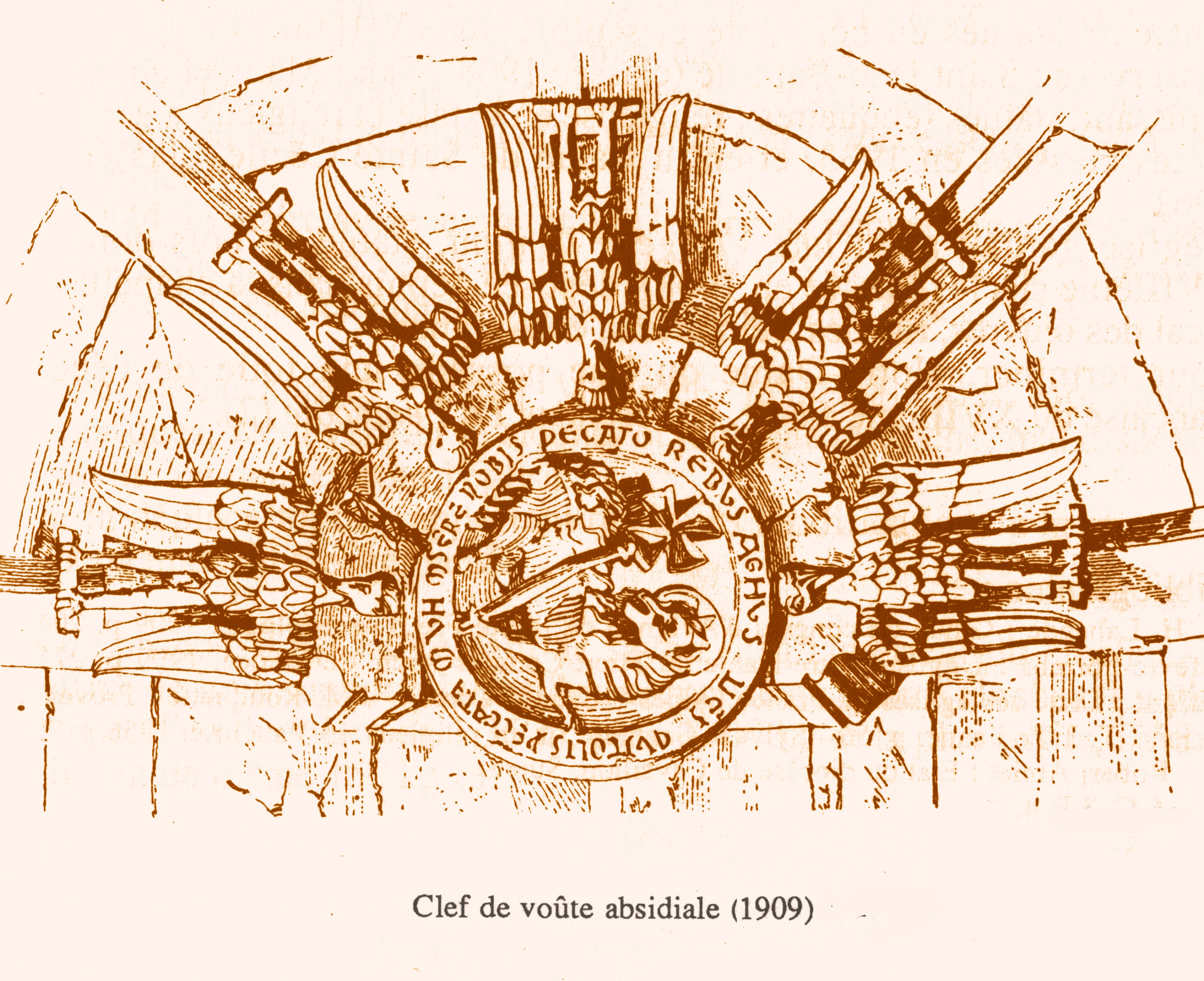
Chorgewölbescheitel, Skizze

Die Apsis wird überdeckt von einer sauber ausgerundeten halben Kuppelkalotte die von drei Rundprofilen in keilförmige gewölbte Abschnitte unterteilt. Die Begrenzung der Kalotte übernehmen hinter dem Keilsteinbogen des Triumphbogens zurückversetzte Vierkantprofile. Alle Profile stehen auf Basen und kleinen Kapitellen in Höhe der Gewölbeansätze. Im Gewölbescheitel stoßen sie auf einen nicht vollständigen steinernen Kreisring, der unterseitig ganz besonders aufwändig dekoriert ist. Die innere Öffnung des Kreisrings wird umschlossen von einem schmalen Kreisring, den rundum eine lateinische Inschrift ziert. Im Kreis ist die rechte Körperseite eines Lamm Gottes zu sehen, das seinen Kopf nach hinten gedreht hat. Unter seinem Körper biegt sich eine Stange hinauf, die ein Tatzenkreuz bekrönt. Um den Steinkreis herum breiten sich strahlenförmig fünf Adler mit ausgebreiteten Flügeln aus, deren Köpfe auf dem Steinring aufliegen. Die Skulpturen der Adler und des Lamm Gottes im Kreisring scheinen aus Metall zu bestehen.